# Metzervisse
Metzervisse (prononcé [mɛːt.'sɛʁ.vis]) est une commune française située dans le département de la Moselle en région Grand Est.
Ce village est le chef-lieu du canton éponyme depuis 1802, ses habitants sont appelés les Metzervissois et sont au nombre de 2276 en 2022.

## Géographie
La commune de Metzervisse se trouve dans le pays thionvillois ; à 10 km au Sud-Est de Thionville, 33 km au Nord-Est de Metz et 47 km au Sud-Est de Luxembourg-Ville.
| Stuckange | Distroff    | Inglange |
| Volstroff | Metzervisse | Buding   |
|           | Metzeresche |          |

### Écarts et lieux-dits
Litschemergredt : situé à 600 m du village, des fours à chaux y sont construits entre 1896 et 1900.

### Voies de communication et transports
Le territoire communal de Metzervisse est traversé par les routes D918, D118c, D56 et D60.
Il est aussi traversé par la ligne de Thionville à Anzeling, sur laquelle se trouve la gare de Metzervisse.

### Hydrographie
La commune est située dans le bassin versant du Rhin au sein du bassin Rhin-Meuse. Elle est drainée par la Bibiche et le ruisseau de Metzerwisse.
La Bibiche, d'une longueur totale de 22,6 km, prend sa source dans la commune de Bettelainville et se jette  dans la Moselle à Basse-Ham, après avoir traversé dix communes.

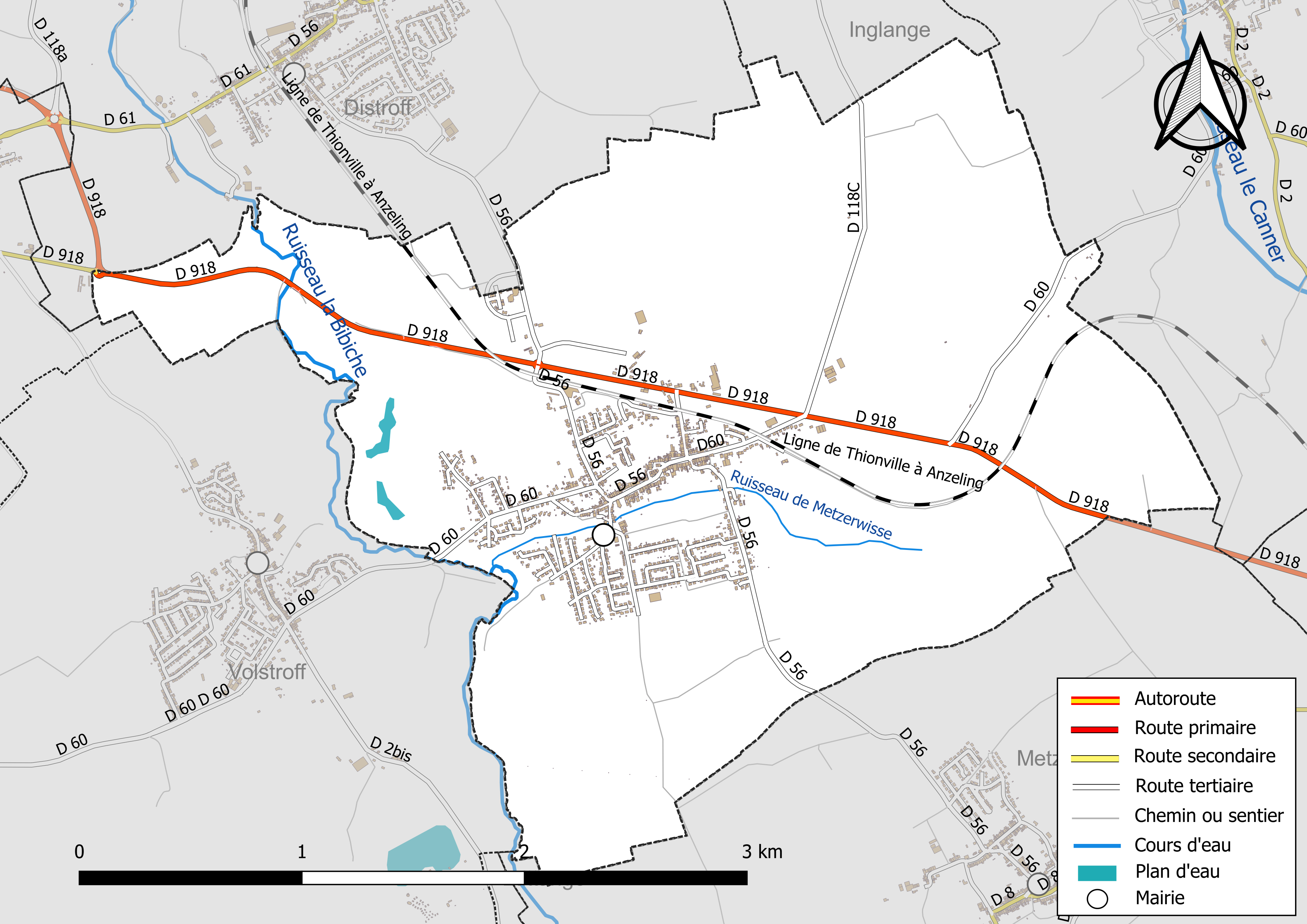
Réseaux hydrographique et routier de Metzervisse.

La qualité des eaux des principaux cours d’eau de la commune, notamment du ruisseau la Bibiche, peut être consultée sur un site dédié géré par les agences de l’eau et l’Agence française pour la biodiversité.

### Climat
Pour des articles plus généraux, voir Climat du Grand Est et Climat de la Moselle.
En 2010, le climat de la commune est de type climat des marges montargnardes, selon une étude du Centre national de la recherche scientifique s'appuyant sur une série de données couvrant la période 1971-2000. En 2020, Météo-France publie une typologie des climats de la France métropolitaine dans laquelle la commune est exposée à un climat semi-continental et est dans la région climatique  Lorraine, plateau de Langres, Morvan, caractérisée par un hiver rude (1,5 °C), des vents modérés et des brouillards fréquents en automne et hiver.
Pour la période 1971-2000, la température annuelle moyenne est de 9,5 °C, avec une amplitude thermique annuelle de 16,6 °C. Le cumul annuel moyen de précipitations est de 797 mm, avec 12,3 jours de précipitations en janvier et 9,4 jours en juillet. Pour la période 1991-2020, la température moyenne annuelle observée sur la station météorologique de Météo-France la plus proche, « Malancourt », sur la commune d'Amnéville à 12 km à vol d'oiseau, est de 10,2 °C et le cumul annuel moyen de précipitations est de 884,1 mm. 
La température maximale relevée sur cette station est de 39,3 °C, atteinte le 25 juillet 2019 ; la température minimale est de −17,9 °C, atteinte le 5 janvier 1985,,.
Les paramètres climatiques de la commune ont été estimés pour le milieu du siècle (2041-2070) selon différents scénarios d'émission de gaz à effet de serre à partir des nouvelles projections climatiques de référence DRIAS-2020. Ils sont consultables sur un site dédié publié par Météo-France en novembre 2022.

## Urbanisme

### Typologie
Au 1er janvier 2024, Metzervisse est catégorisée bourg rural, selon la nouvelle grille communale de densité à sept niveaux définie par l'Insee en 2022.
Elle appartient à l'unité urbaine de Metzervisse, une unité urbaine monocommunale constituant une ville isolée,. Par ailleurs la commune fait partie de l'aire d'attraction de Luxembourg (partie française), dont elle est une commune de la couronne,. Cette aire, qui regroupe 115 communes, est catégorisée dans les aires de 700 000 habitants ou plus (hors Paris),.

### Occupation des sols
L'occupation des sols de la commune, telle qu'elle ressort de la base de données européenne d’occupation biophysique des sols Corine Land Cover (CLC), est marquée par l'importance des territoires agricoles (71,8 % en 2018), en diminution par rapport à 1990 (76,4 %). La répartition détaillée en 2018 est la suivante : 
terres arables (51,7 %), prairies (15,8 %), forêts (14,1 %), zones urbanisées (14 %), zones agricoles hétérogènes (4,2 %), milieux à végétation arbustive et/ou herbacée (0,1 %). L'évolution de l’occupation des sols de la commune et de ses infrastructures peut être observée sur les différentes représentations cartographiques du territoire : la carte de Cassini (XVIIIe siècle), la carte d'état-major (1820-1866) et les cartes ou photos aériennes de l'IGN pour la période actuelle (1950 à aujourd'hui).

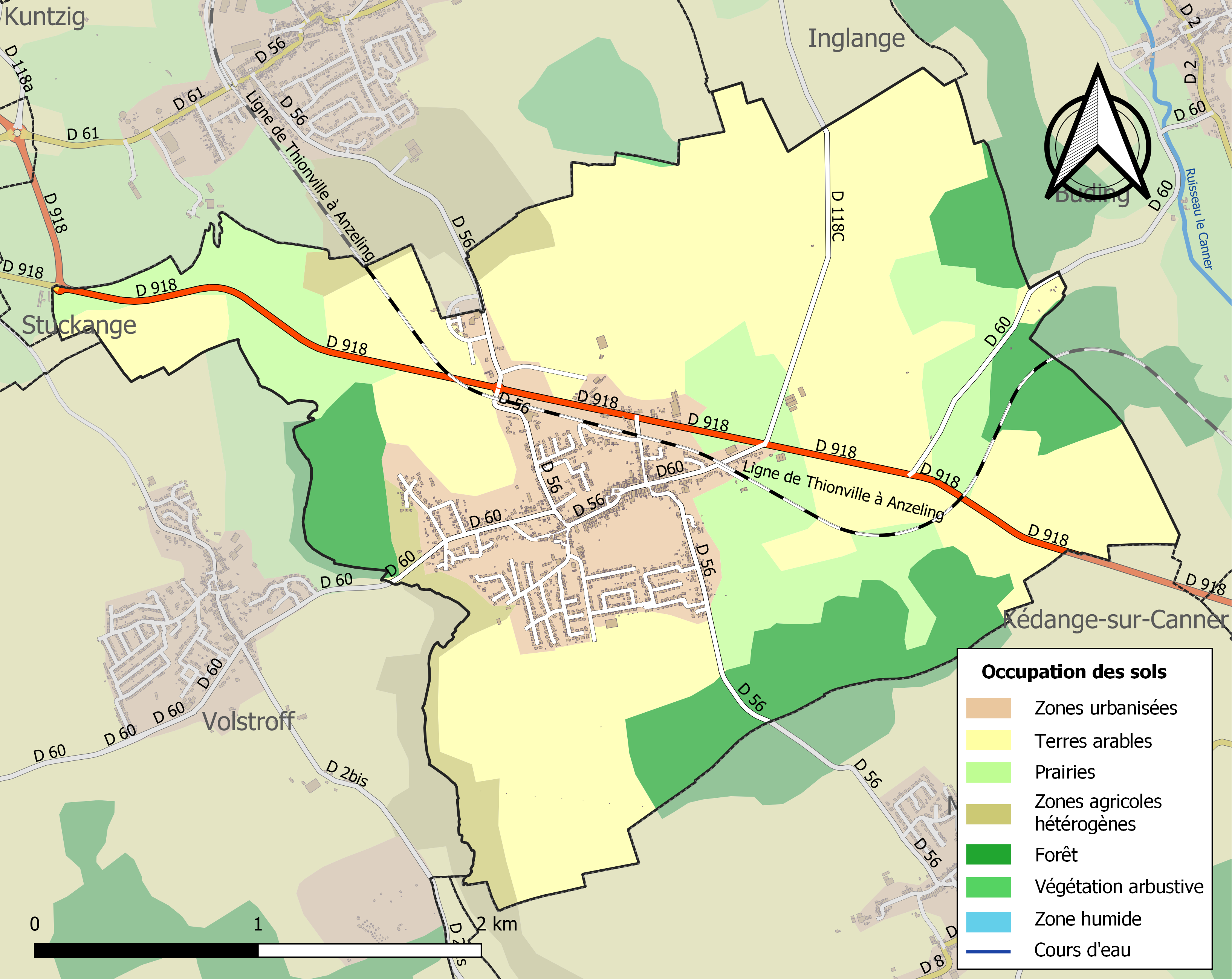
Carte des infrastructures et de l'occupation des sols de la commune en 2018 (CLC).

## Toponymie
En francique lorrain, ce village est appelé Metzerwis, avec l'accent tonique placé sur le « i » qui est long.
Dans les années 1980, les habitants âgés raccourcissent généralement ce nom en Wis dans leurs conversations courantes. En 1824, M. Teissier signalait déjà que Metzervisse et Metzeresche sont « nommés vulgairement par les habitants des villages voisins Wisse et Esche ».

### Mentions anciennes
Villa Wis en 874 ; Wissa au Xe siècle ; Wiehs au Xe siècle (abb. Mettl., décl. biens) ; Wies au XIe siècle (cart. Moy. Rhin, II, 348) ; Wes en 1130 ; Wisse en 1179 ; Vizes en 1241 (coll. Saint-Sauv., s. l’an) ; Wiez en 1271 (coll. Saint-Sauv., s. l’an) ; Veys en 1301 ; Metzerwies en 1454 ; Wiss et Metzerweis en 1544 (pouillé de Metz) ; Metzerwies en 1572 (Berth., Hist. Lux. VIII, 40) ; Visz en 1594 (coll. Saint-Sauv., s. l’an) ; Metzerwyes en 1685 (terr. de Metzeresche) ; Vüs en 1686 (abb. Vill., liasse Ay, 2) ; Vies en 1698 (terr. du ban.) ; Metzerwiese ou Visse au XVIIIe siècle (pouillé de Metz) ; Metzervis en 1737 (terr. de Rentgen) ; Meze vize en 1762 (carte Lafosse) ; Metzervisse en 1793 ; Metzerwise en 1801 (Bull. des Lois) ; Metzerwisse en 1839, ; Metzerwies en 1863 ; Metzerwiese en 1871-1918 (district de Lorraine) ; Metzerwiesen en 1940-1944 (CdZ-Gebiet Lothringen).

### Étymologie
Selon la revue Hemechtsland a Sprooch, le nom Wis de 874 serait issu du latin vicus (signifiant « village / bourgade »), il a été ensuite germanisé en Viks, puis Wihs vers le VIIe siècle et enfin Wis par amuïssement du [h] qui se prononçait alors comme le [ch] du mot Baach. D'après Guillaume-Ferdinand Teissier et Ernest Nègre, le terme visse est issu du germanique wiese, ou wies signifiant « pré », ; alors que pour Auguste Terquem et Charles Abel, visse veut dire « prairie »,. En outre, selon Théodore de La Fontaine, wies signifie « prairie » en germanique, mais aussi « eau » ou « courant d'eau » en celtique, et de ce fait : « Metzerwies est comme Metzeresch, un endroit d'origine celtique, ayant conservé son nom gaulois que les Germains ont confondu avec un nom de leur propre idiome ».
Le vocable metzer, signifiant « messin / de Metz », est quant à lui un qualificatif tardif apparaissant pour la première fois en 1454 et ayant pour but de distinguer cette localité appelée Wis des autres Wis de la région thionvilloise, à savoir Waldwis, Gawis et Altwis,. Il est possible que les seigneurs de Rodemack aient éprouvé le besoin de distinguer les trois Wis dans lesquels ils avaient des possessions et c'est Metzervisse qui était alors le Wis le plus proche du pays messin, raison pour laquelle le préfixe metzer aurait été rajouté. Ou encore, étant donné que la paroisse de Metzervisse dépendait de Metz après 1241, cela pourrait expliquer l'apparition de metzer après cette date. Quoi qu'il en soit, ce village n'a jamais fait partie du pays messin.
Ernest Nègre traduit le mot metzer par « de Metz / du pays messin », alors que Auguste Terquem traduit ce même mot par « carnage », car selon lui : « point de doute qu'un combat a dû avoir lieu dans cette prairie » et le fait de traduire prosaïquement Metzervisse par « la prairie des Messins » n'aurait aucun sens. M. Terquem insiste en ajoutant pour finir que : « ici, le mot Metzer signifie bien carnage, tuerie, etc. » Pour M. de La Fontaine, l'adjonction du mot metzer n'est « qu'une manière d'orientation, l'indication d'une route du Nord vers une ville (Metz) ».

## Histoire
Un village gallo-romain, situé sur les lieux-dits Freilängt et Kiirchwee, est détruit au Ve siècle pendant les invasions barbares.
Metzervisse appartient au comté de Yutz à partir du VIIIe siècle, puis à la seigneurie de Meilbourg à partir de 963. De la fin du Xe siècle jusqu'à la fin du XIIIe siècle, la totalité du ban metzervissois fait partie de la seigneurie de Meilbourg.
En 1242, la paroisse de Metzervisse est mentionnée pour la première fois ; à cette date le chapitre de Saint-Sauveur de Metz déclare que les revenus de l'église de Metzervisse lui appartiennent et cela avec l'approbation de l'archidiacre de Trèves. La cure de Metzervisse dépend du diocèse de Trèves jusqu'en 1248 puis du diocèse de Metz, tout en faisant partie de l’archiprêtré de Kédange. En plus de Metzervisse, cette cure incluait aussi Distroff et Stuckange.
En 1295, le ban de Metzervisse est partagé entre plusieurs seigneuries et, à partir du XVe siècle, il y a quatre seigneuries luxembourgeoises dans ce village, qui sont : Meilbourg, Distroff, Daundorf et Domprobst. Celles-ci ont chacune le pouvoir de basse justice, de moyenne justice et de haute justice. Aussi, chaque seigneurie avait le droit de nommer un maire, il y en avait donc quatre et il était fréquent que leur mandat ne dure pas plus d'un an, sachant qu'ils devaient payer une rente annuelle pour pouvoir exercer leur fonction de maire. L'une des tâches principales des maires était de livrer à leur seigneurs respectifs la redevance du Schafft.
En 1631, le village est entièrement détruit par des troupes suédoises dirigées par le duc Bernard de Saxe-Weimar, après cela Metzervisse est complètement reconstruit.
À la suite de la conférence de Metz de 1661, ce village est rattaché au royaume de France et plus précisément au bailliage de Thionville.
Au début du XVIIIe siècle, l'industrie des fours à chaux existe déjà à Metzervisse, ceux-ci commencent à fermer à partir des années 1930.
En 1940, les Metzervissois ne sont pas évacués, ils sont donc annexés à l'allemagne nazie jusqu'à la Libération de 1944.
Entre 1971 et 1981, la commune de Volstroff est réunie à celle de Metzervisse.

### Village et moulins disparus
Situé entre Metzervisse et Stuckange, le village de Hechlingen a été mentionné pour la première fois en 795. Ses habitants faisaient partie de la communauté et de la paroisse de Metzervisse. En 1631, ce village est anéanti par des Suédois qui ont par ailleurs tué la plupart de ses habitants.
Jamais reconstruit, les pierres des ruines de Hechlingen ont servi pour la reconstruction de Metzervisse. Plusieurs appellations dialectales de lieux-dits, situés de part et d'autre de la route D918, rappellent l'existence de ce village disparu : Hechléngen, Hechlénger Berg, Hechlénger Wis, Hechlénger Bësch, Hechlénger Lach. En outre, dans le dictionnaire topographique de M. Bouteiller, le village est appelé Hechling.
Les moulins de Flatten et de Bibischmühlchen longeaient la Bibiche, le second a été démoli dans les années 1870. En 1817, M. Viville ne mentionne qu'un seul moulin pour Metzervisse, celui de Flatten n'existait donc déjà plus à cette date, sachant que M. Bouteiller écrit « ancien moulin » concernant Flatten en 1868.

## Administration et politique
Cette commune est le chef-lieu du canton de Metzervisse depuis 1802. Elle fait par ailleurs partie de la communauté de communes de l'Arc mosellan, de l'arrondissement de Thionville et de la neuvième circonscription du département de la Moselle.
| Période                                  | Période                   | Identité        | Étiquette | Qualité                                                        |
| ---------------------------------------- | ------------------------- | --------------- | --------- | -------------------------------------------------------------- |
| 1945                                     | 1947                      | Nicolas Bemer   |           |                                                                |
| 1947                                     | 1953                      | Nicolas Frantz  |           |                                                                |
| 1953                                     | 1959                      | Antoine Hees    |           |                                                                |
| 1959                                     | 1970                      | Charles Heine   |           |                                                                |
| 1970                                     | 1983                      | Charles Walther |           |                                                                |
| mars 1983                                | mars 2008                 | René Arnould    | SE        | Maire honoraire                                                |
| mars 2008                                | En cours (au 26 mai 2020) | Pierre Heine    | SE        | Enseignant. Président de la CC de l'Arc mosellan (2014 → 2020) |
| Les données manquantes sont à compléter. |                           |                 |           |                                                                |

## Démographie
L'évolution du nombre d'habitants est connue à travers les recensements de la population effectués dans la commune depuis 1793. Pour les communes de moins de 10 000 habitants, une enquête de recensement portant sur toute la population est réalisée tous les cinq ans, les populations de référence des années intermédiaires étant quant à elles estimées par interpolation ou extrapolation. Pour la commune, le premier recensement exhaustif entrant dans le cadre du nouveau dispositif a été réalisé en 2004.

En 2022, la commune comptait 2 276 habitants, en évolution de +0,09 % par rapport à 2016 (Moselle : +0,52 %, France hors Mayotte : +2,11 %).
| 1793 | 1800 | 1806 | 1821 | 1836 | 1841 | 1861 | 1866 | 1871 |
| ---- | ---- | ---- | ---- | ---- | ---- | ---- | ---- | ---- |
| 622  | 607  | 635  | 669  | 799  | 792  | 720  | 727  | 642  |

| 1875 | 1880 | 1885 | 1890 | 1895 | 1900 | 1905 | 1910 | 1921 |
| ---- | ---- | ---- | ---- | ---- | ---- | ---- | ---- | ---- |
| 629  | 696  | 598  | 650  | 657  | 726  | 788  | 777  | 701  |

| 1926 | 1931 | 1936 | 1946 | 1954 | 1962  | 1968  | 1975  | 1982  |
| ---- | ---- | ---- | ---- | ---- | ----- | ----- | ----- | ----- |
| 792  | 912  | 838  | 757  | 863  | 1 009 | 1 156 | 1 115 | 1 169 |

| 1990  | 1999  | 2004  | 2006  | 2009  | 2014  | 2019  | 2022  | - |
| ----- | ----- | ----- | ----- | ----- | ----- | ----- | ----- | - |
| 1 157 | 1 271 | 1 382 | 1 520 | 1 807 | 2 194 | 2 264 | 2 276 | - |

## Enseignement
L'école primaire « Jean Moulin », est rattachée à l'académie de Nancy-Metz en zone B. Cette école nommée après le chef de la Résistance intérieure française enseigne à près de 240 élèves pour l'année scolaire 2023-2024.

## Sport et loisirs
- Association de culture populaire et de loisirs (A.C.P.L.M.) [31]
- DynaMetzervisse [32]
- Club de football : « l’Avant-Garde Metzervisse »[33]
- Club de quilles : « Le Phénix »[34]
- Judo-club[35]
- École de Jujitsu Ryu[36]

## Culture locale et patrimoine

### Lieux et monuments

#### Divers
- Passage d'une voie romaine, vestiges gallo-romains, fragments de tuile.
- Fours à chaux[37],[38].

#### Église disparue
Une ancienne église est mentionnée pour la première fois en 1242. Sa date de construction est inconnue, elle se trouvait derrière le lotissement « Les Champs Fleuris », au lieu-dit Freilängt et il n’en reste aucune trace. Le village de Metzervisse, entièrement détruit pendant la guerre de Trente-Ans, a été ensuite reconstruit plus haut et plus loin de la Bibiche pour être moins vulnérable en cas de nouvelle guerre, c’est pourquoi l’ancienne église se trouvait à 500 m des habitations les plus proches. Elle desservait les villages de Metzervisse, Stuckange et Distroff jusqu'en 1778, ainsi que le village disparu de Hechlingen jusqu'en 1631.

#### Église Saint-Jean-Baptiste
Construite en 1778 en remplacement de l’ancienne église, l'église Saint-Jean-Baptiste est bénite par Louis-Joseph de Montmorency-Laval, évêque de Metz, le 21 décembre de la même année.
Le clocher est construit en 1866. La tribune intérieure est érigée en 1867 et reçoit un orgue un peu plus tard en 1884.

L'église Saint Jean-Baptiste
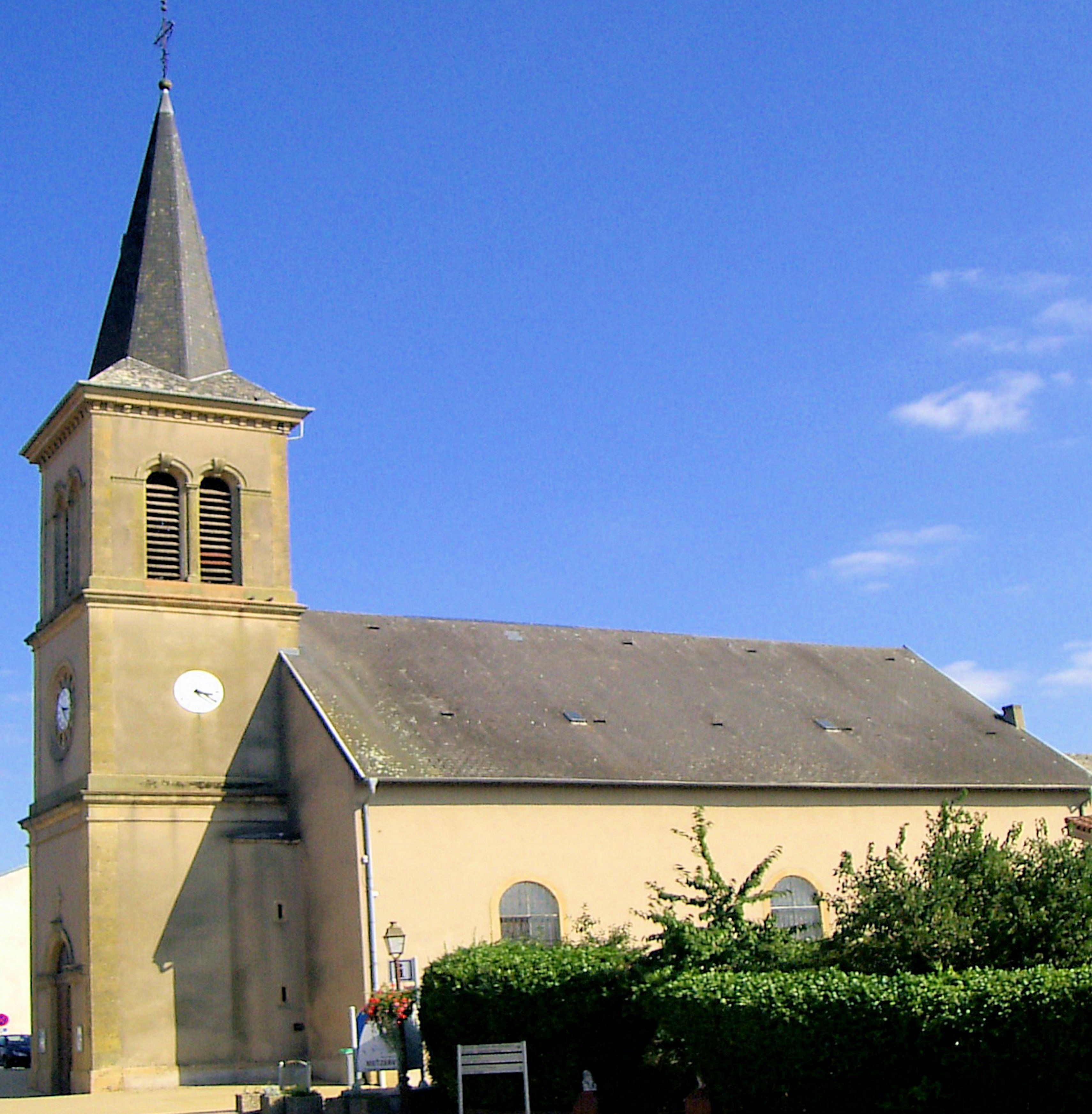
Vue extérieure.
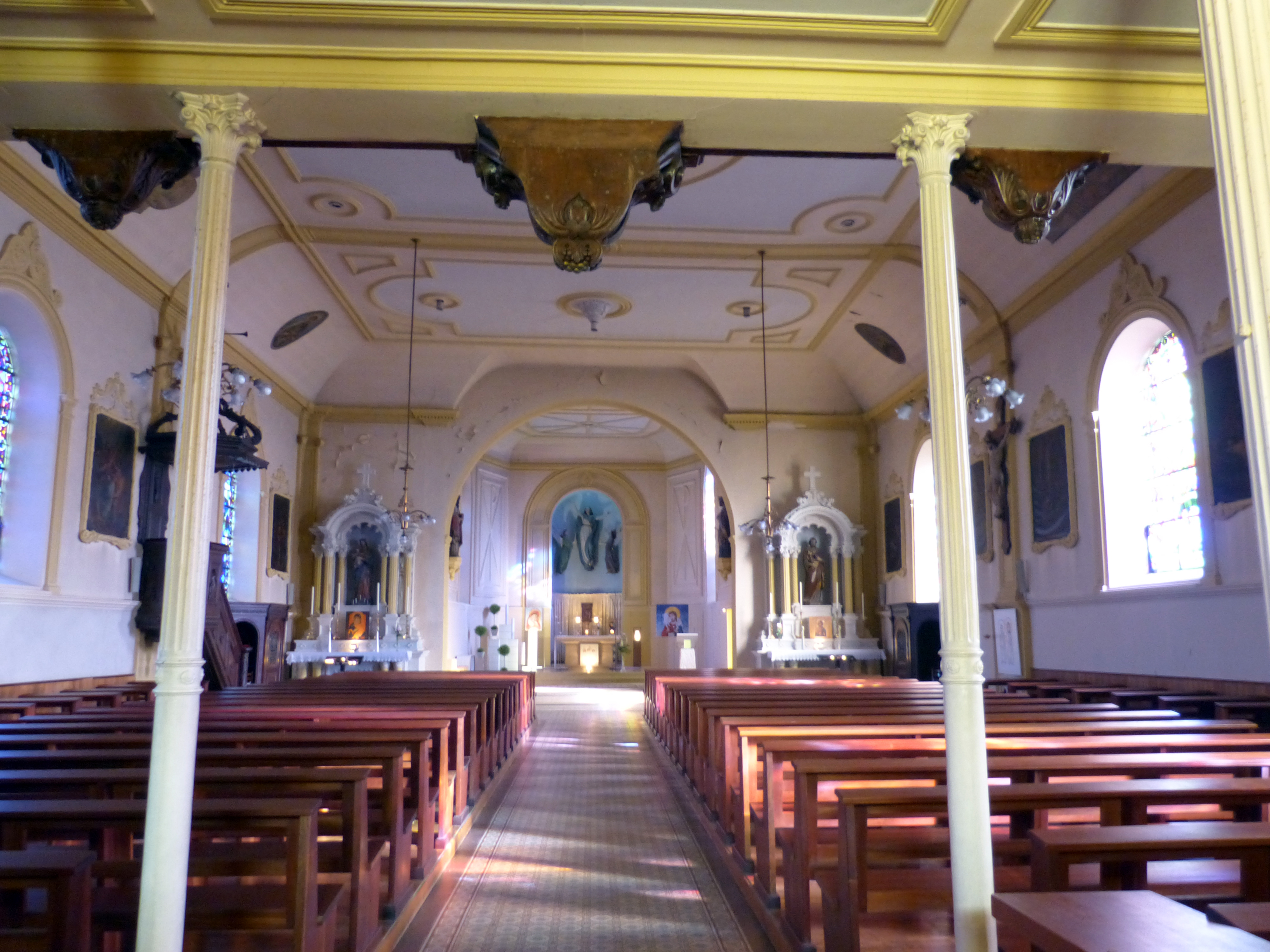
La nef vue depuis l'entrée.

Trois cloches sont bénites le 21 avril 1861 par l'abbé Selen. Deux d'entre elles sont fondues le 17 juillet 1917 pour faire des boulets de canon. En 1919 quatre nouvelles cloches sont installées. Cependant, une fois de plus, le 2 décembre 1943, trois d'entre elles seront de nouveau transformées en matériel de guerre. Trois nouvelles cloches sont donc commandées en 1948 et baptisées le 4 décembre 1949. Au bas de chacune d'elles on peut lire « Je remplace ma sœur enlevée par les Allemands le 2 décembre 1942 ».
En 1868, la Vierge et les deux anges représentant l'Assomption sont installés dans la niche derrière le maître autel.

La Vierge et les deux anges
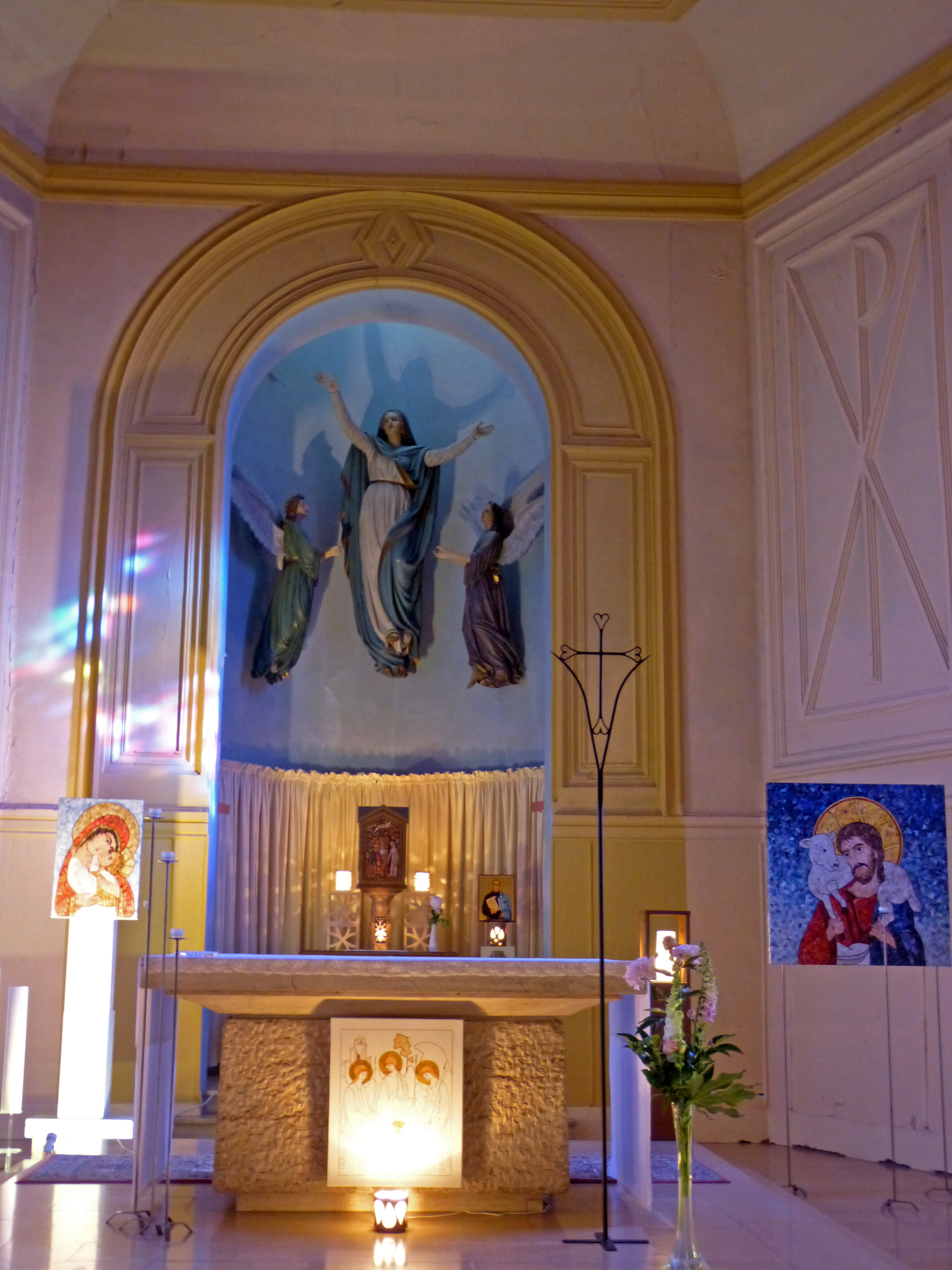
Le maître-autel devant la sculpture
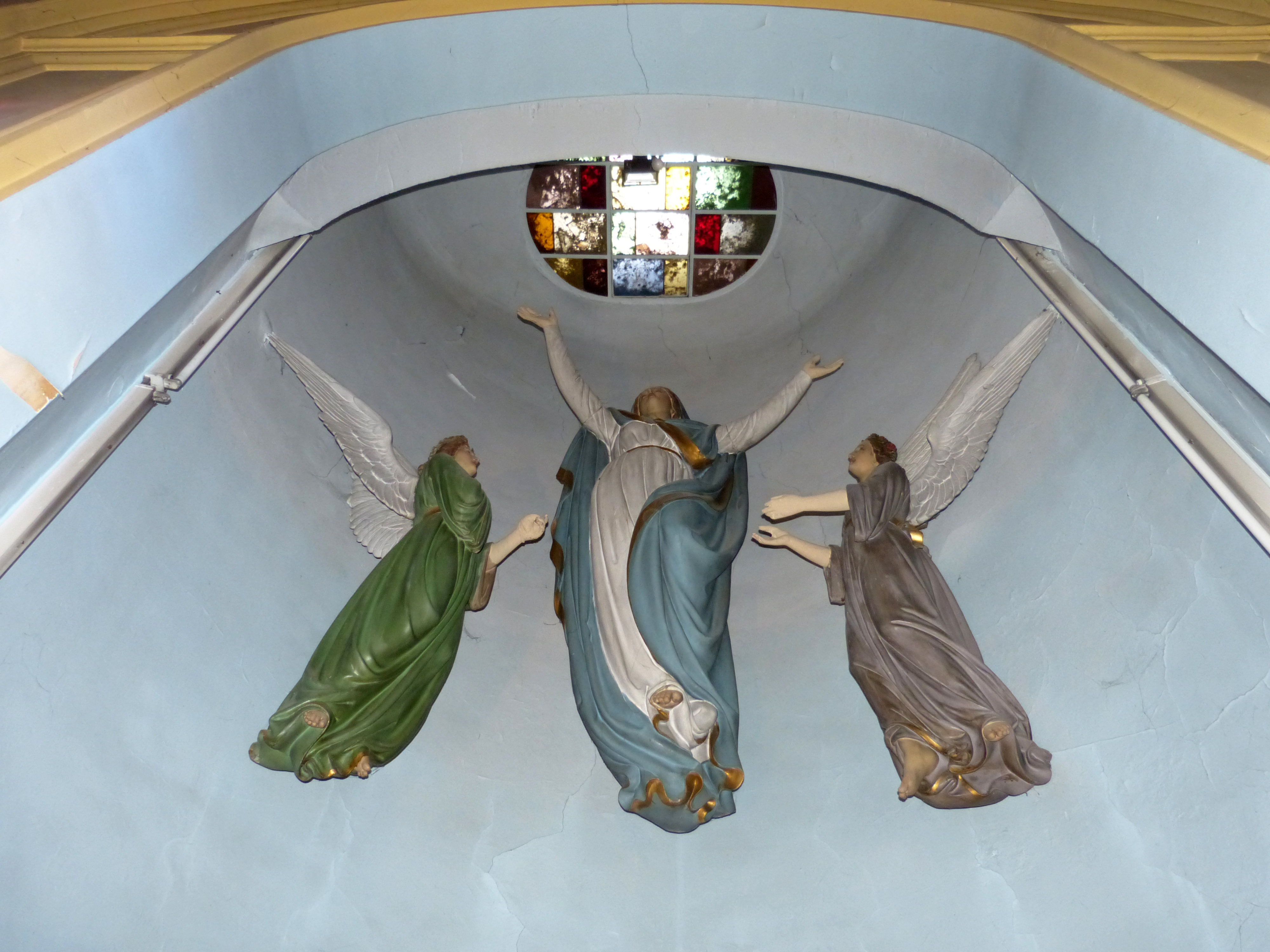
Vue par dessous

Les premiers vitraux remplacent en 1899 les fenêtres en verre ordinaire. Certains doivent être remplacés en 1947 par suite des dégâts de guerre (huit au total).

Les vitraux
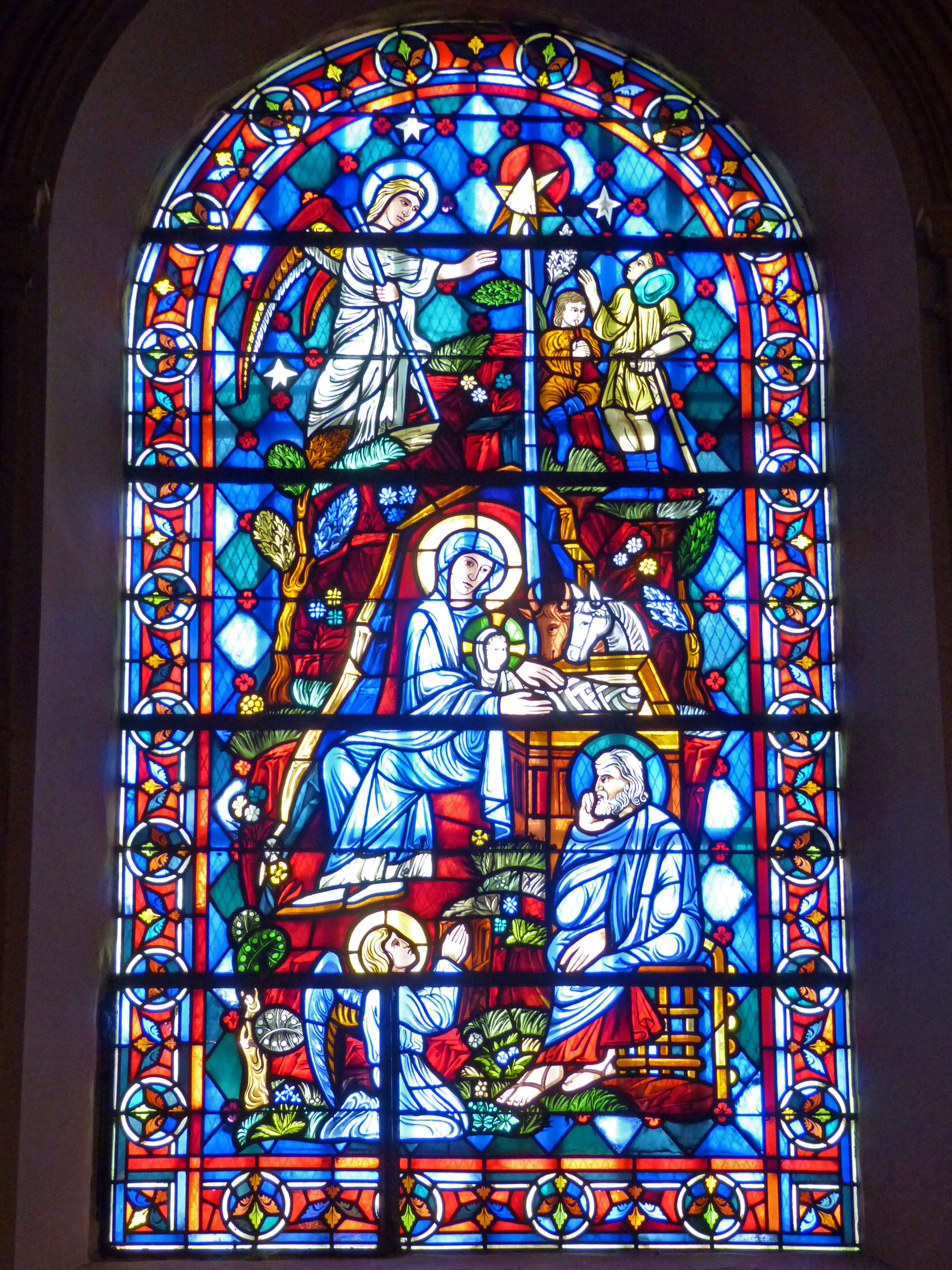
Nef côté gauche.
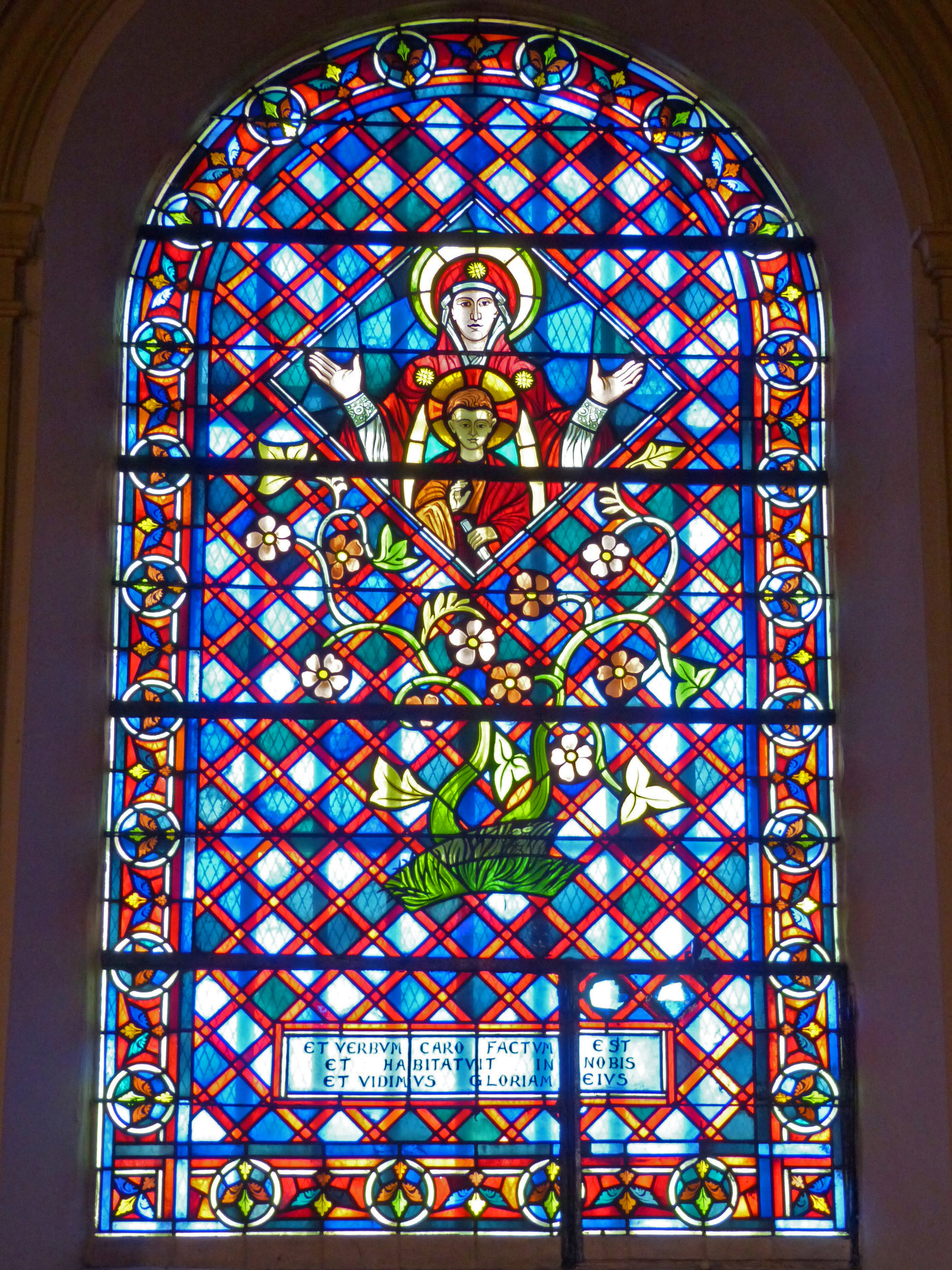
Nef côté gauche.
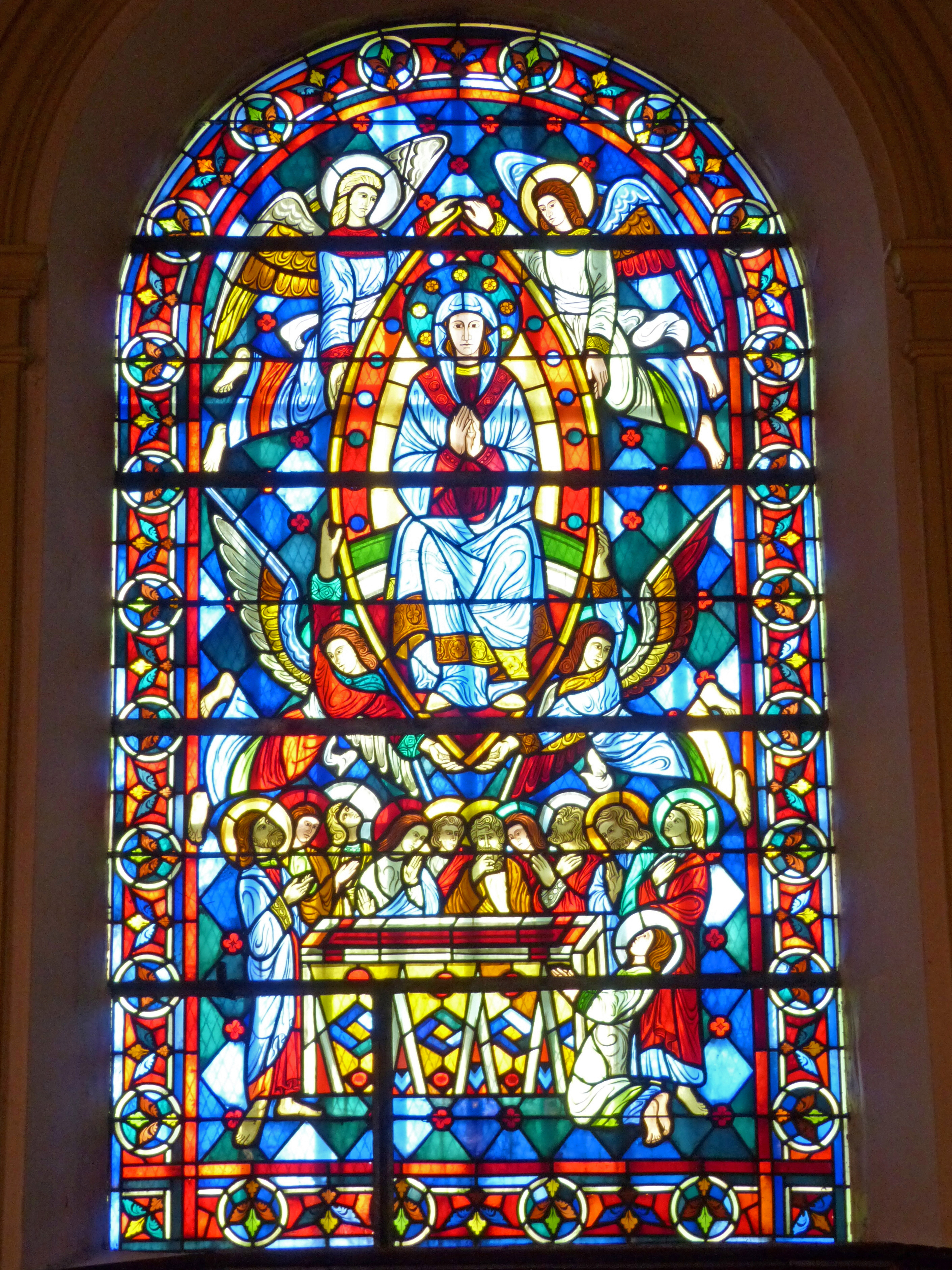
Nef côté gauche.
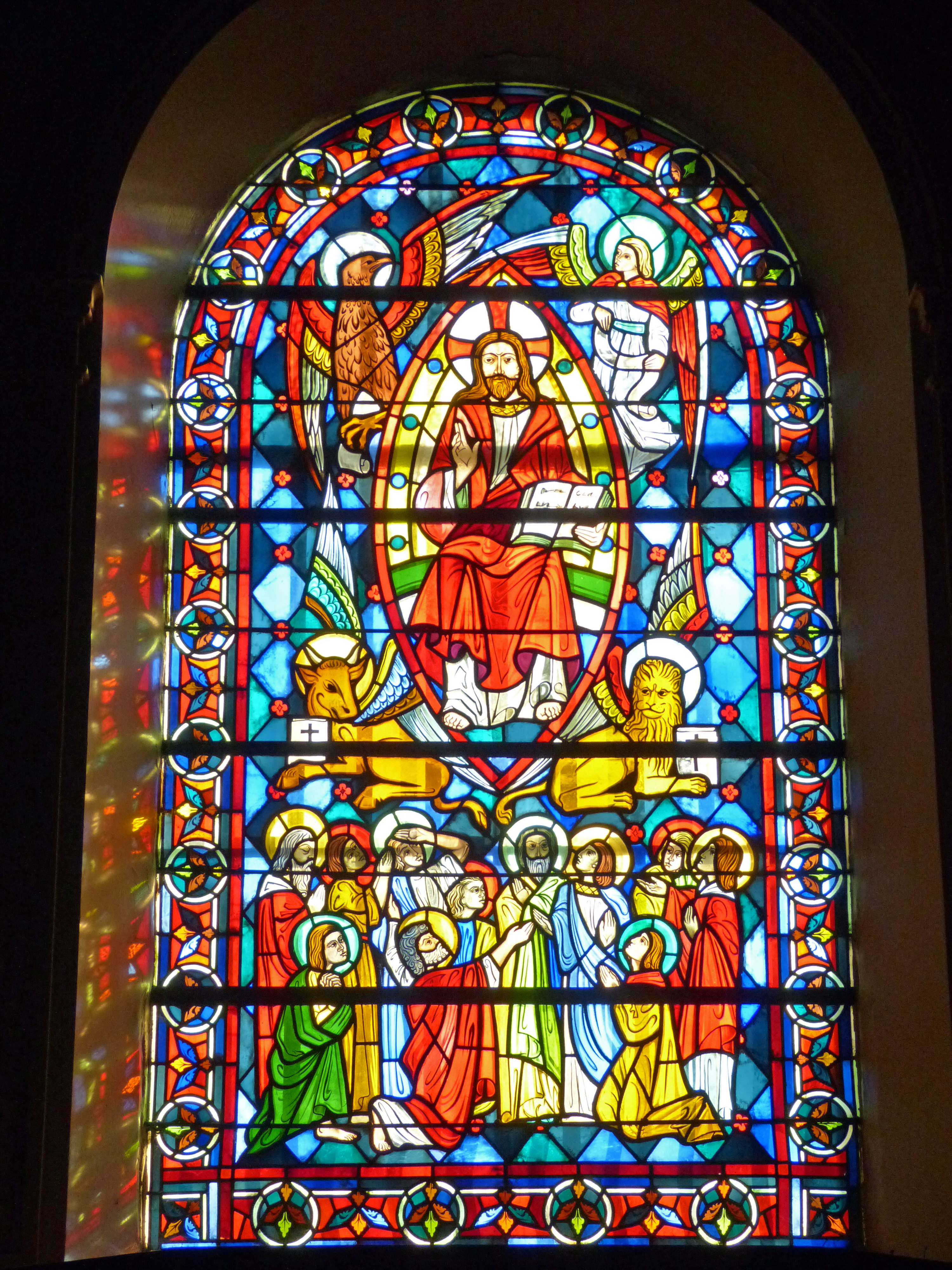
Nef côté droit.
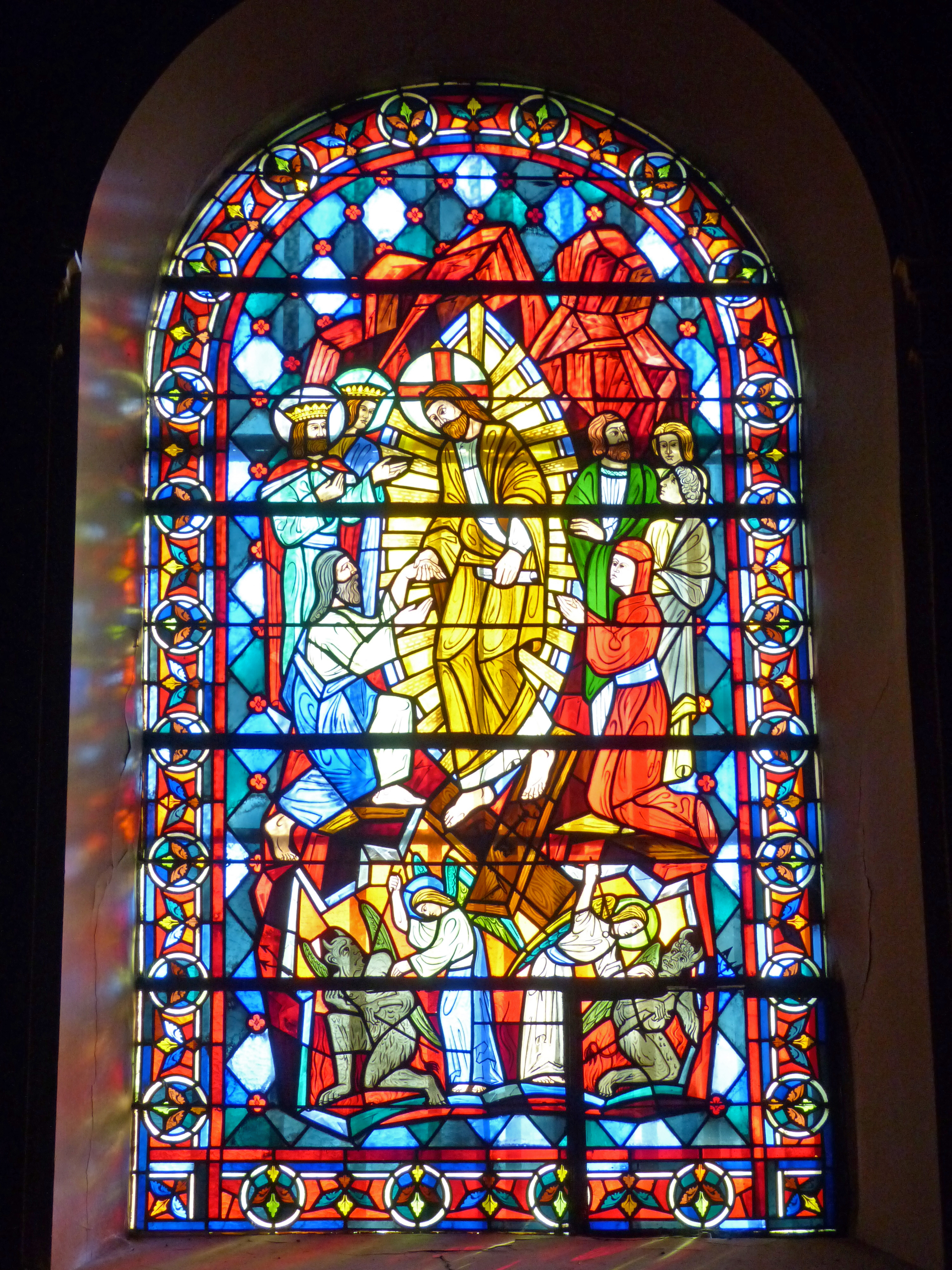
Nef côté droit.
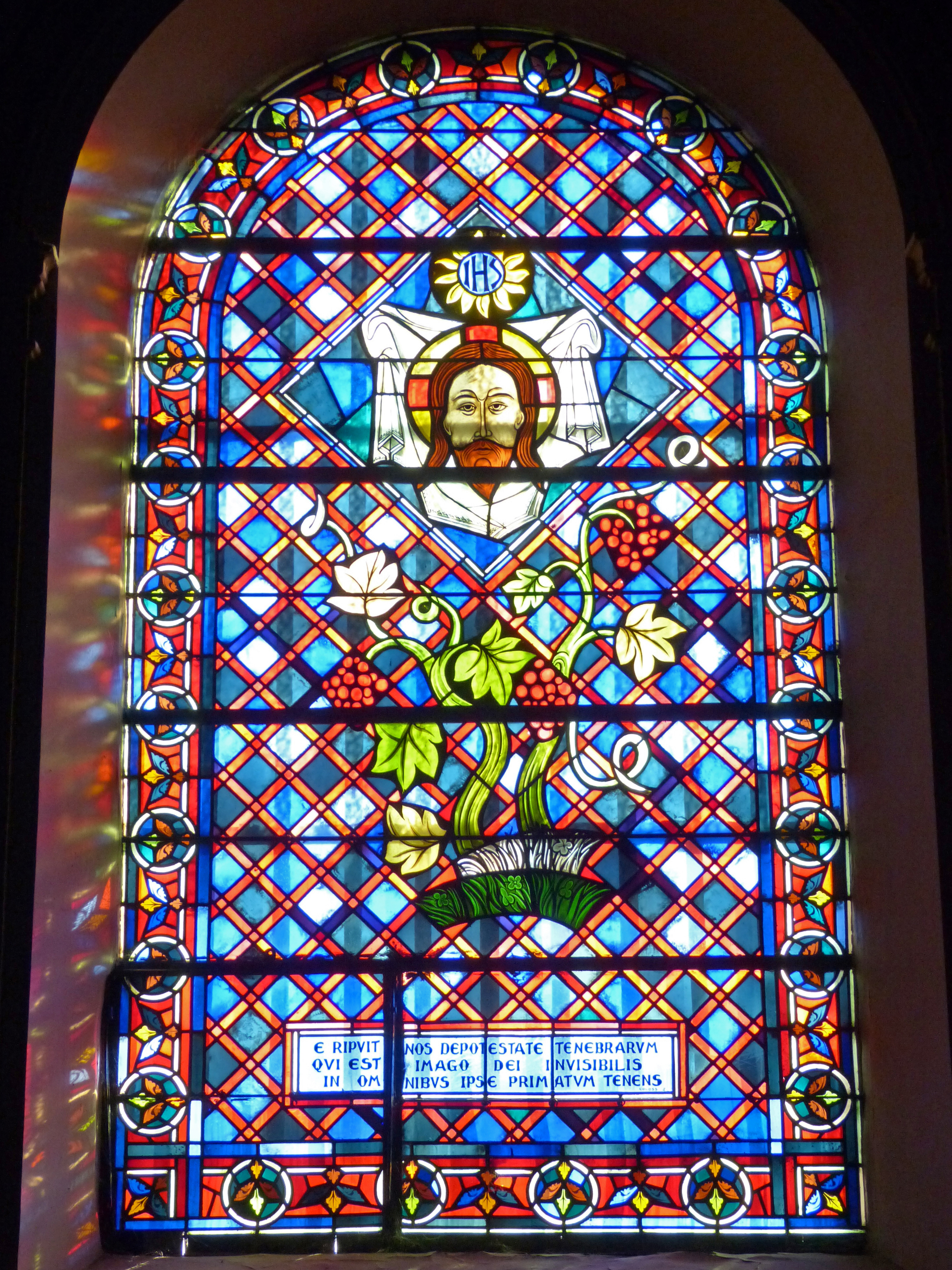
Nef côté droit.
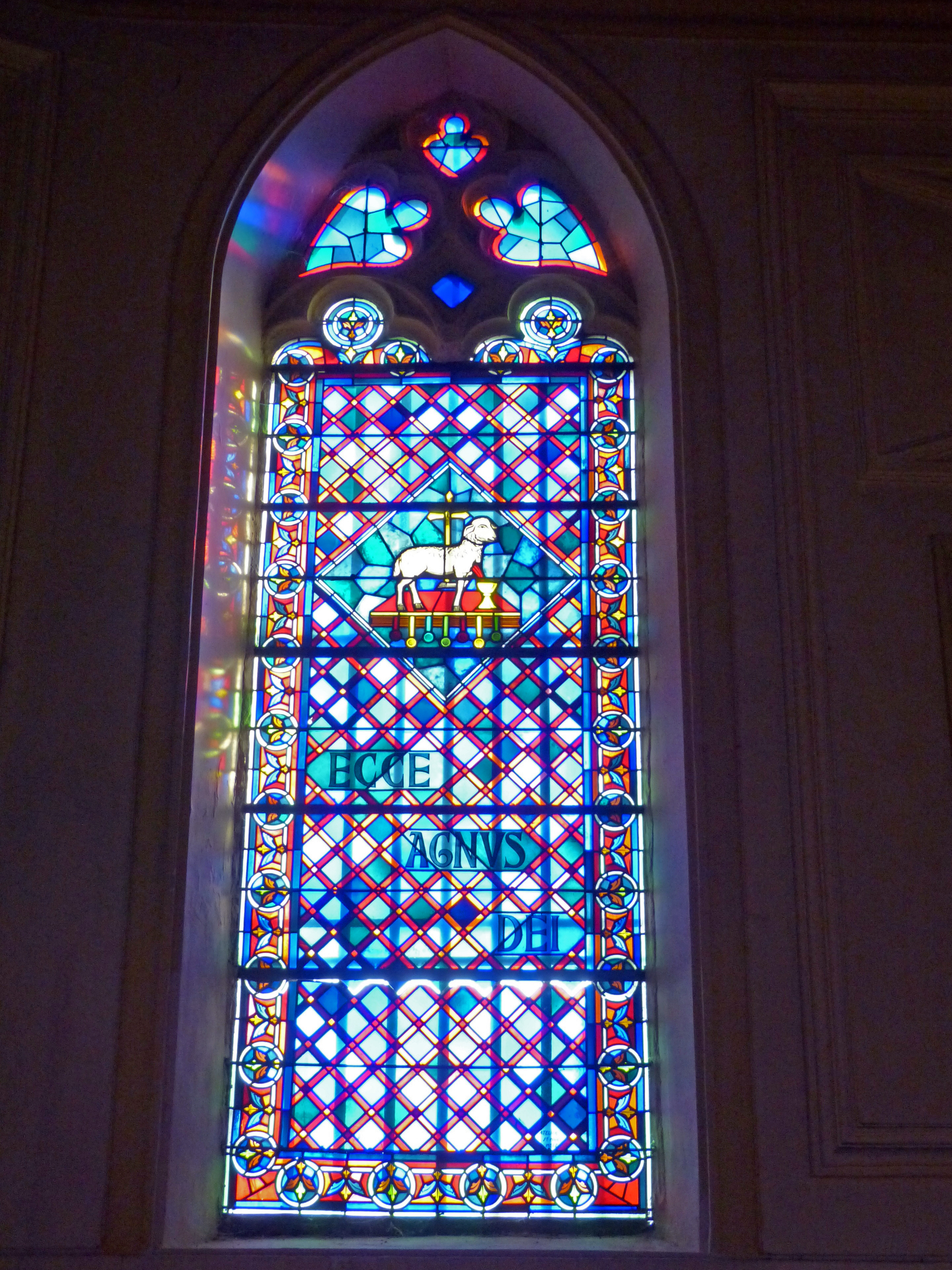
Chœur côté gauche.
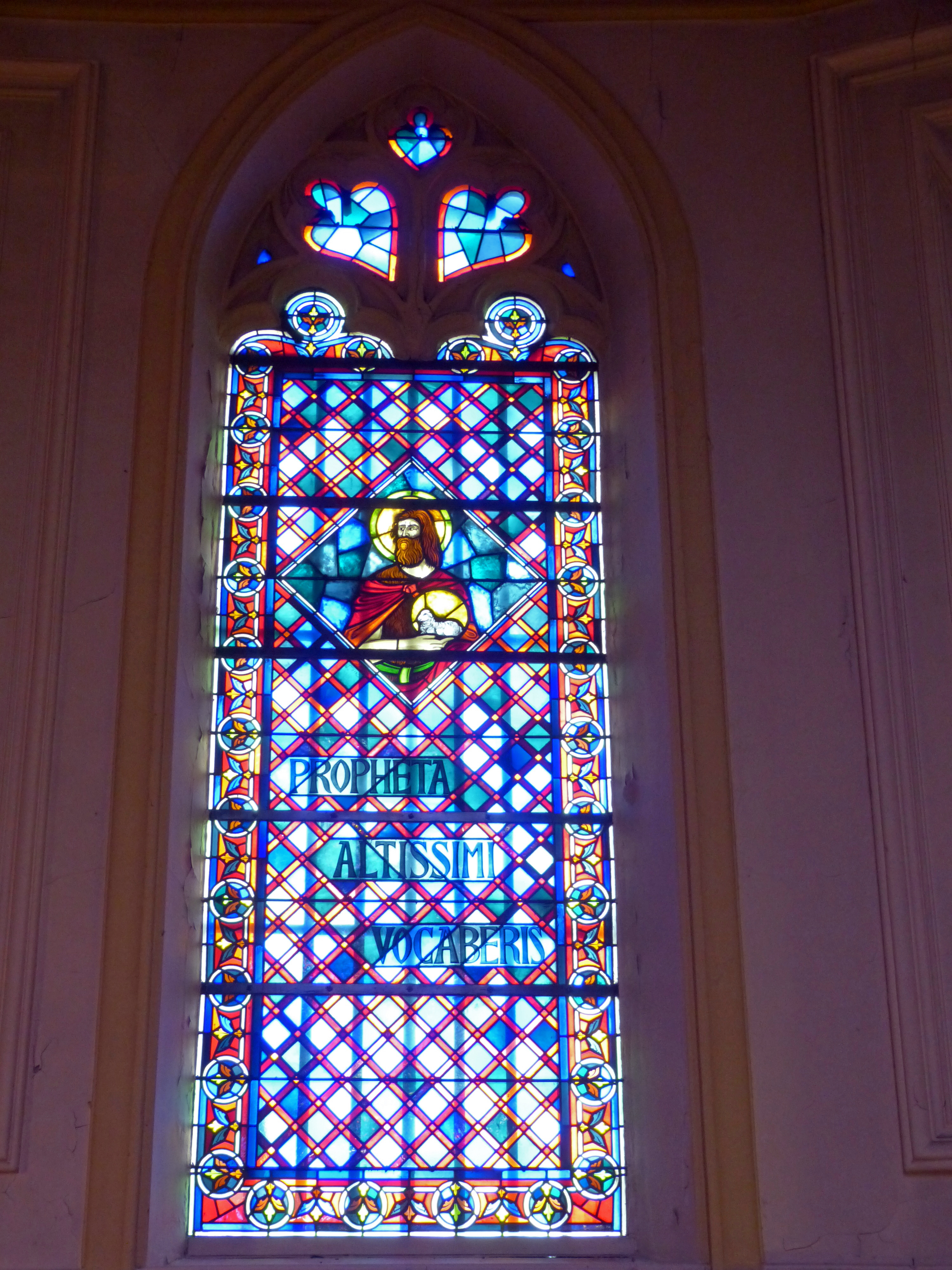
Chœur côté droit.

En 1925, le carrelage actuel est posé à la place du dallage genre pierre de taille existant.
Une rénovation complète des peintures est exécutée en 1938. Un trou de 4 m2, provoqué par un obus en 1944, est refermé en 1948. L'intérieur de l'église est à nouveau repeint en 1993.
En 2000, dix paroisses ainsi que quatre annexes autour de Metzervisse sont réunies pour former la communauté de paroisse Saint Maximilien Kolbe. Elle est inaugurée le 15 août 2001 à Distroff.

##### Les grandes orgues

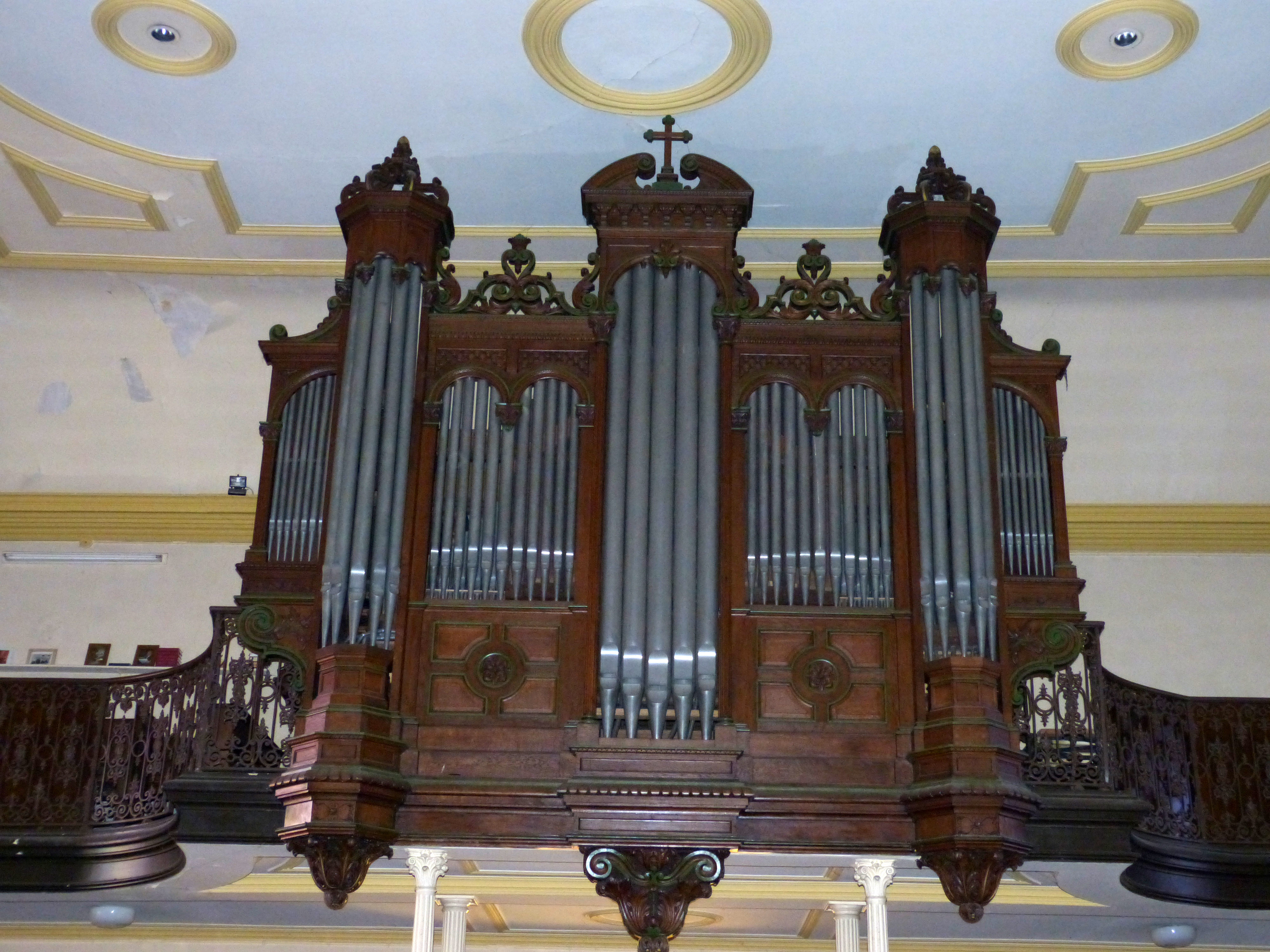
Le buffet d'orgue

L'orgue est construit en 1884 par les facteurs Dalstein & Haerpfer de Boulay. La façade du buffet est dessinée par l'architecte messin Jacquemin. À cette époque, le village de Metzervisse appartient à l'empire allemand, à la suite de l'annexion de 1871, mais la plaque encastrée dans le bois de la console porte l'inscription en français : « DALSTEIN & HAERPFER, facteurs d'orgues, Boulay, Lorraine ».
La fabrication de l'orgue revient à 11 370 francs payés par la paroisse et la commune, ainsi que par certains habitants comme le mentionne le cahier des délibérations du Conseil de Fabrique du 18 novembre 1883 : « Une souscription pour l'orgue se fera dans les familles et comme les habitants ne cessent de la provoquer depuis des années, la Fabrique en espère au moins 2 000 Francs. ».
En 1921, André Gubel de Puttelanges-les-Sarralbe procède à un nettoyage complet de l'orgue et ajoute à l'instrument des tuyaux de façade en étain, pour un coût total de 5 510 Francs.
En 1929, le conseil de fabrique installe un souffleur électrique sur les orgues[réf. souhaitée].
Du 2 juillet au 8 septembre 1962, Joseph Albert, de Boulay, effectue une révision complète de l'orgue pour un coût de 6 320 Francs, somme payée en grande partie par les dommages de guerre. Joseph Albert retire également la Viole de Gambe du clavier principal pour y installer un Nazard.
En 1990, Henri Poinsotte, alors organiste de la commune, fonde « l'association des amis de l'orgue romantique de Metzervisse » dans le but de promouvoir l'instrument. Il mène aussi la dernière restauration de l'orgue qui s'achève en 1995, suivie de sa bénédiction le 7 octobre de la même année.
Parmi les organistes de Metzervisse figurent :
- Jean Koscher, jusqu'en 1916.
- Nicolas Cerfontaine de 1918 à 1957.
- Joseph Stengel (pendant de longues années).
- Henri Poinsotte (31 mars 1957 à sa mort le 9 mars 1997[45]).

#### Patrimoine juif
- L'ancienne synagogue, construite en 1748, située Grand-Rue[46].
- Le cimetière israélite du XIXe siècle, situé route de Volstroff[47].
- Le mikvé.

Le lien entre le vilage de Metzervisse et la communauté israélite y habitant est décrit par Jacky Kleiser dans son oeuvre "La communauté juive de Metzervisse"

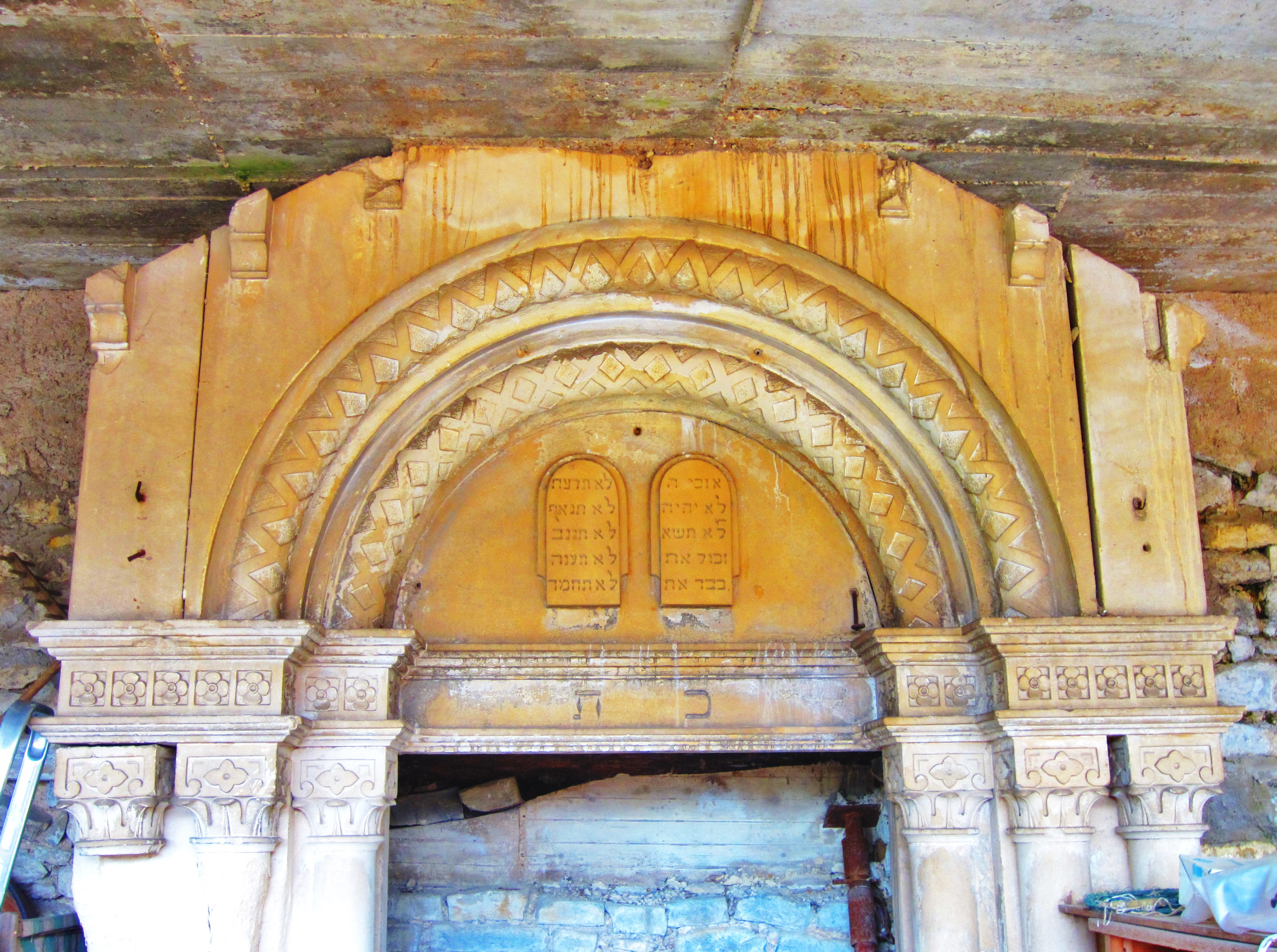
Vestiges de la synagogue.
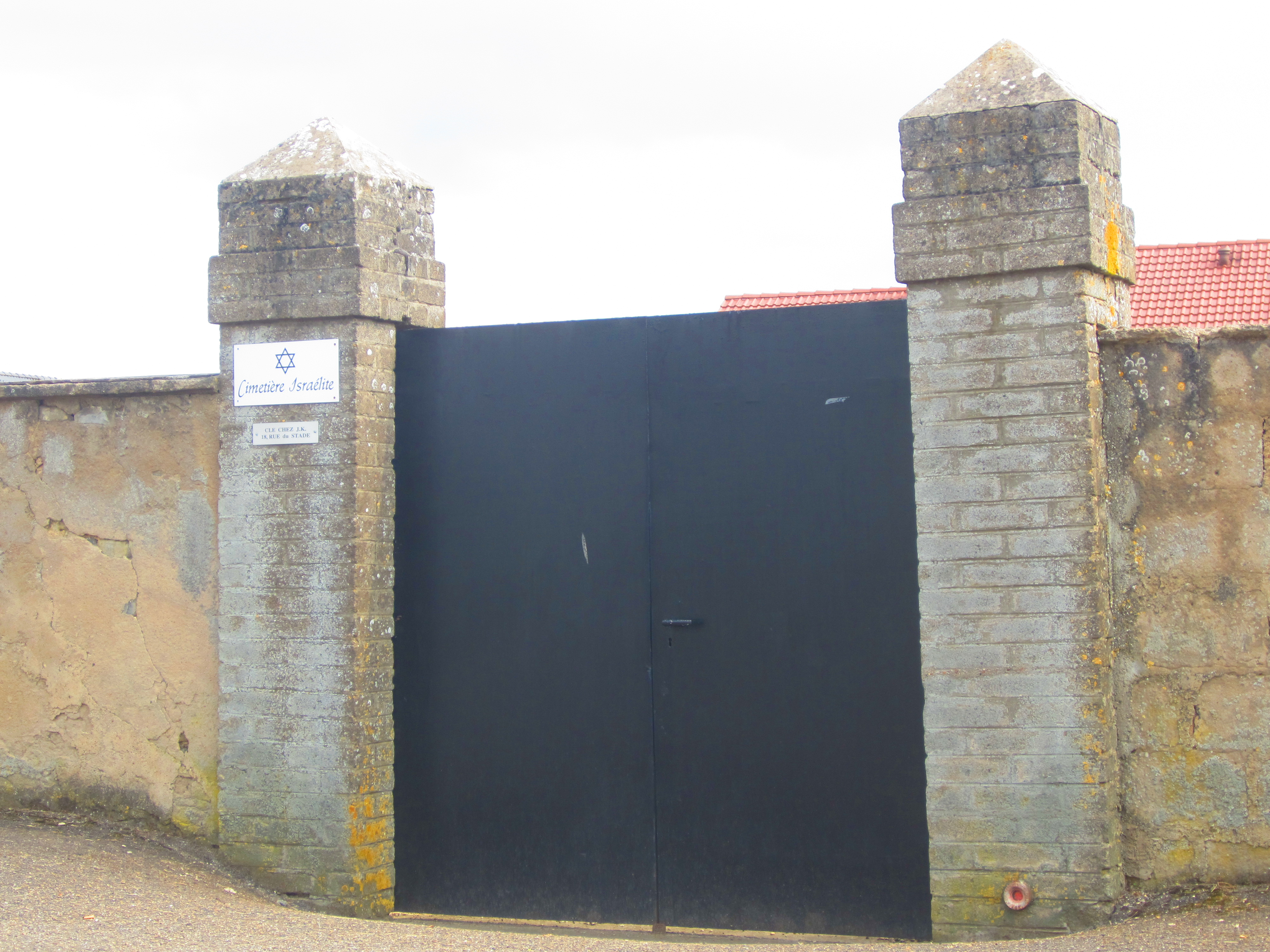
Entrée du cimetière israélite.
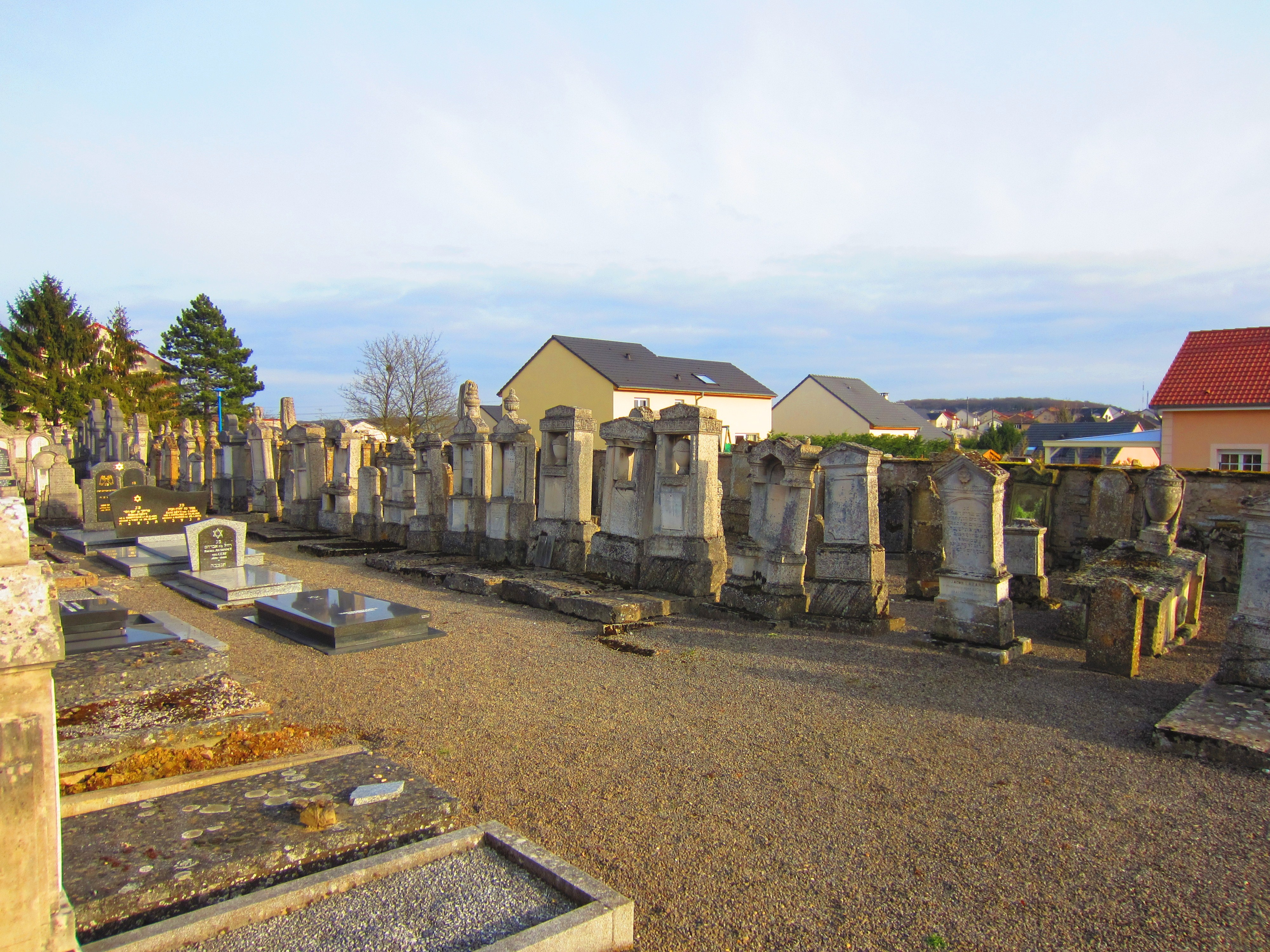
Cimetière israélite.
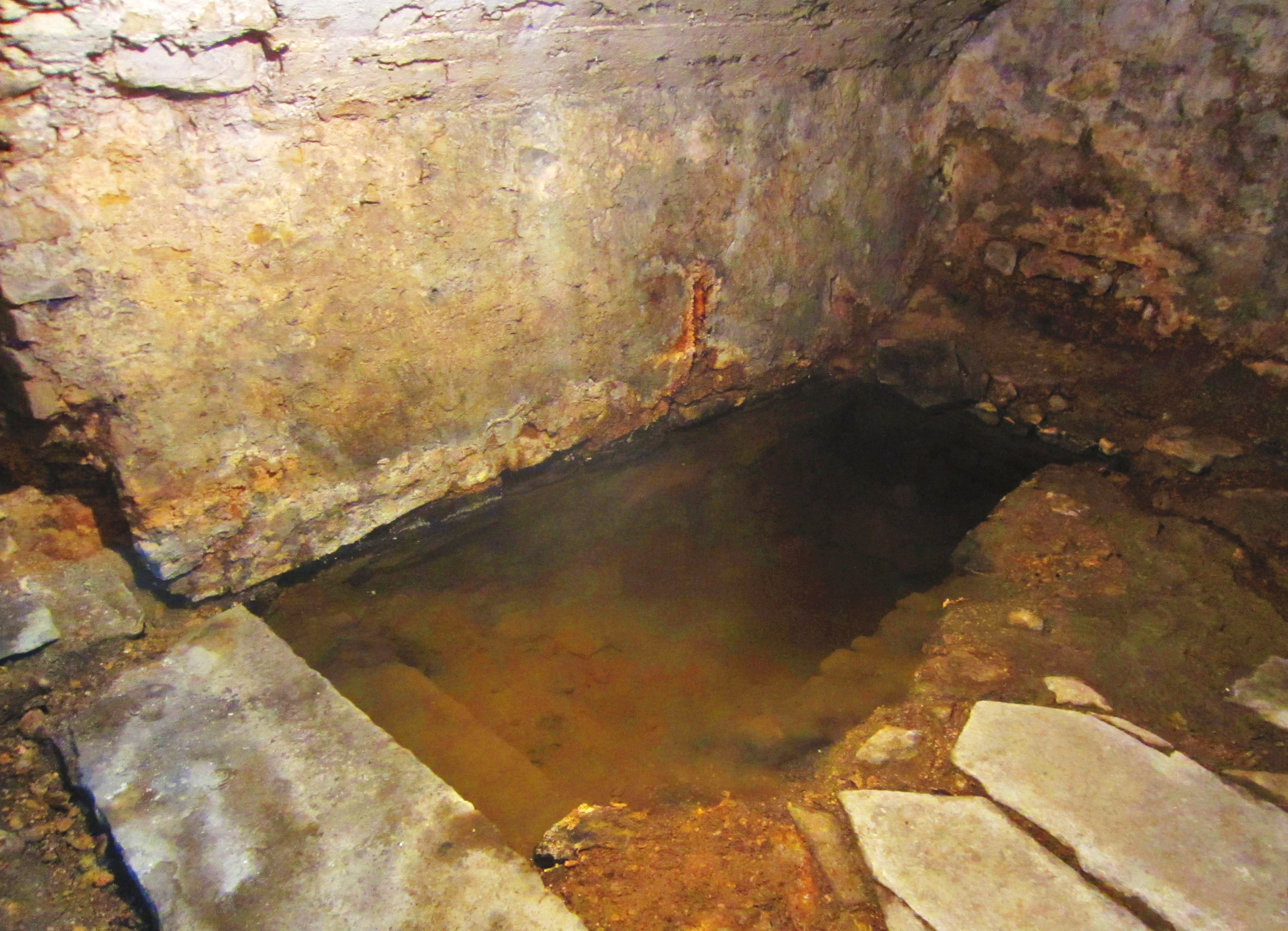
Le mikvé.

#### Croix de chemin
En 1987, il y a 16 croix de chemin dans le territoire communal de Metzervisse, dont 6 de type Bildstock. À cette date, il y a aussi deux croix qui n'existent plus : la première serait enfouie sous la maison d'un lotissement et la seconde a été démolie par un camion.
La plus ancienne des croix, située au lieu-dit Siirkermees, porte la date 1612.

#### Pavés de la mémoire
En 2024, 6 pavés du souvenir ou Stolpersteine ont été posés devant l'ancienne maison de la famille Picard, déportée à Auschwitz.

#### Monument aux morts
Monument aux morts des 1re et 2de guerres mondiales, ainsi que des morts en Afrique du Nord entre 1952 et 1964.
D'après ce monument, le village a perdu au combat vingt-et-un de ses enfants durant la première guerre mondiale. Au cours de la seconde guerre mondiale, deux soldats sont morts au champ de bataille et treize sont portés disparus. Par ailleurs, la commune déplore dix-huit victimes civiles pendant cette période, essentiellement des familles juives déportées dans les camps d'extermination.

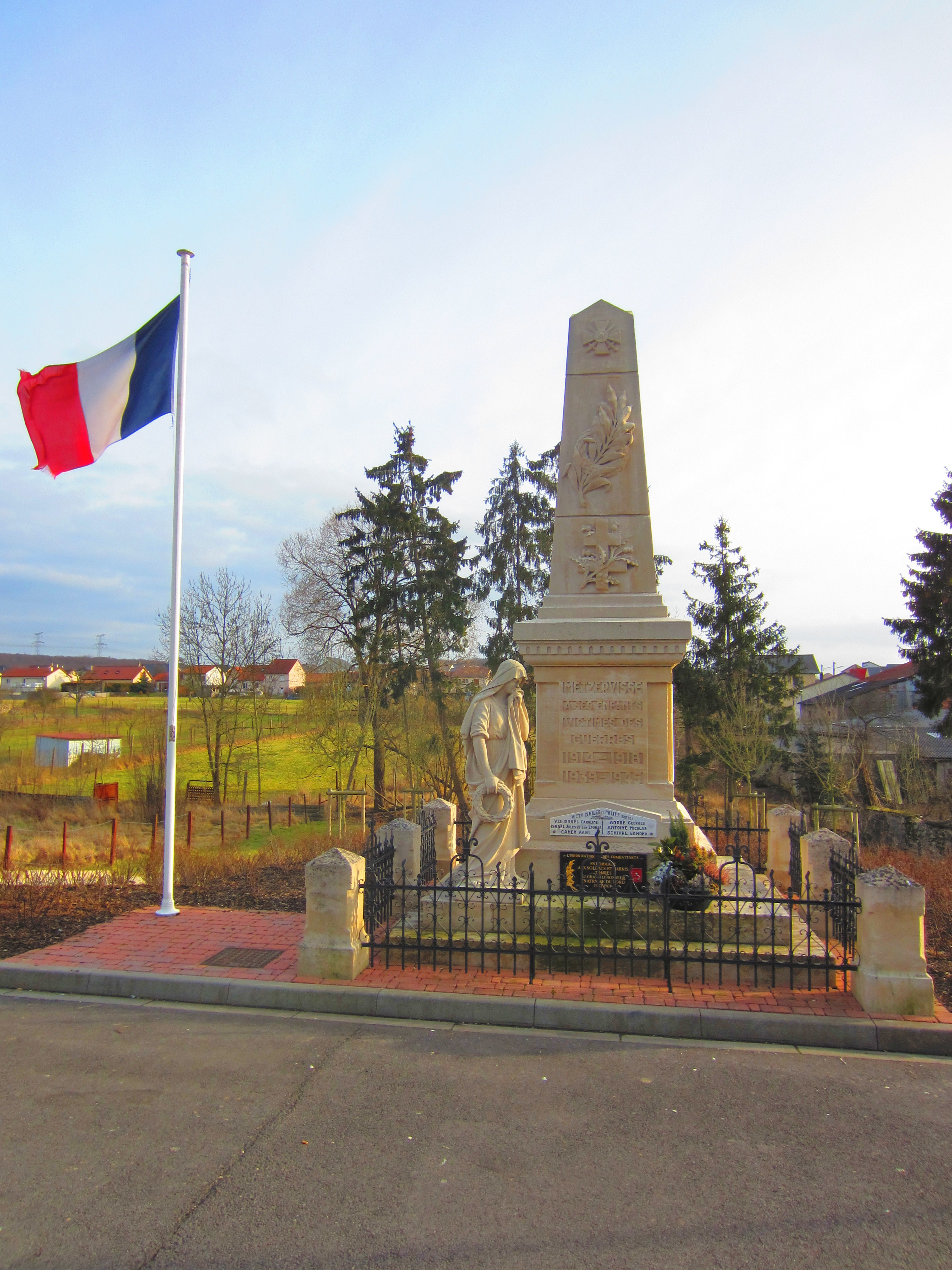
Vue générale.
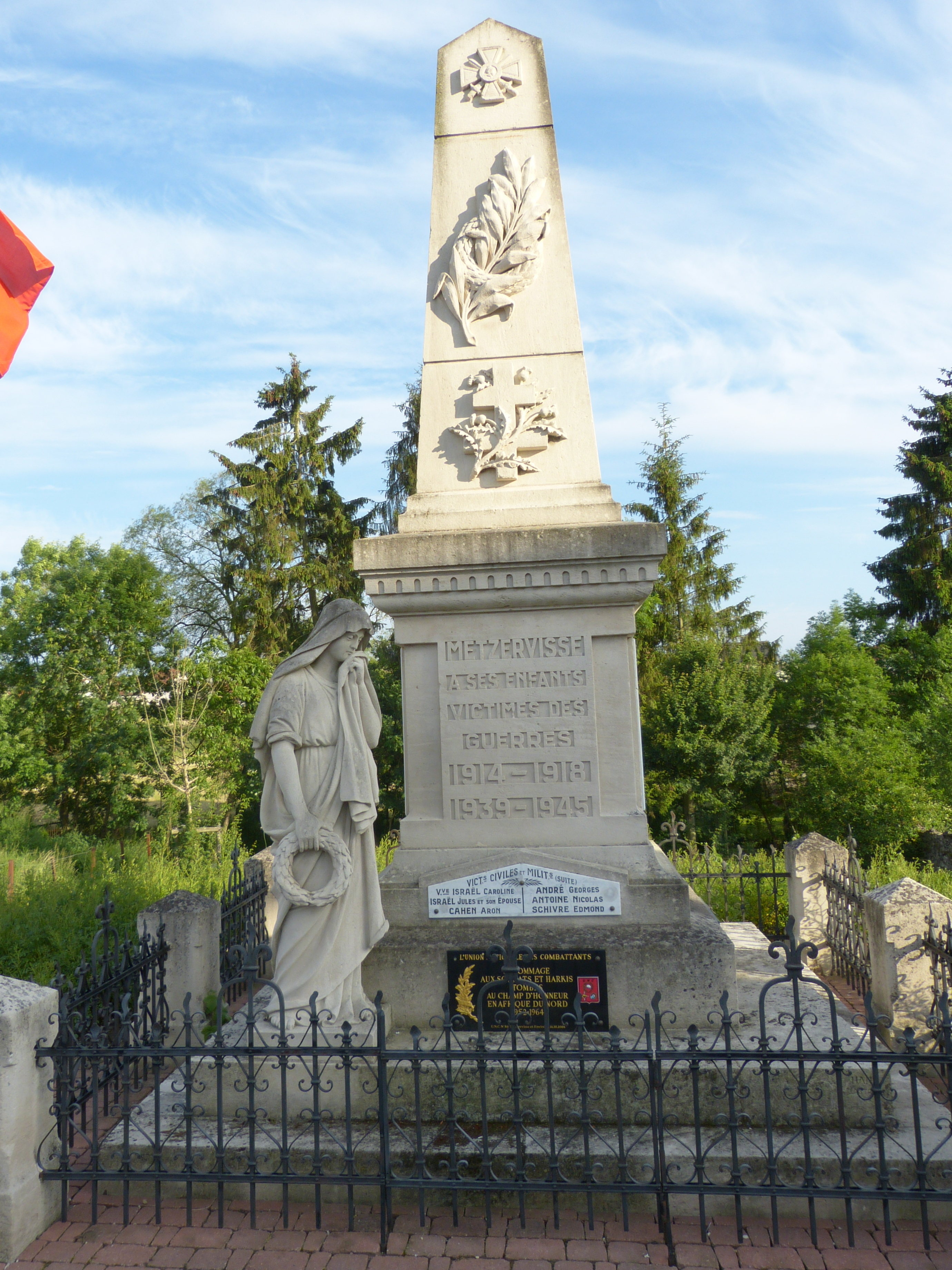
Gros plan.
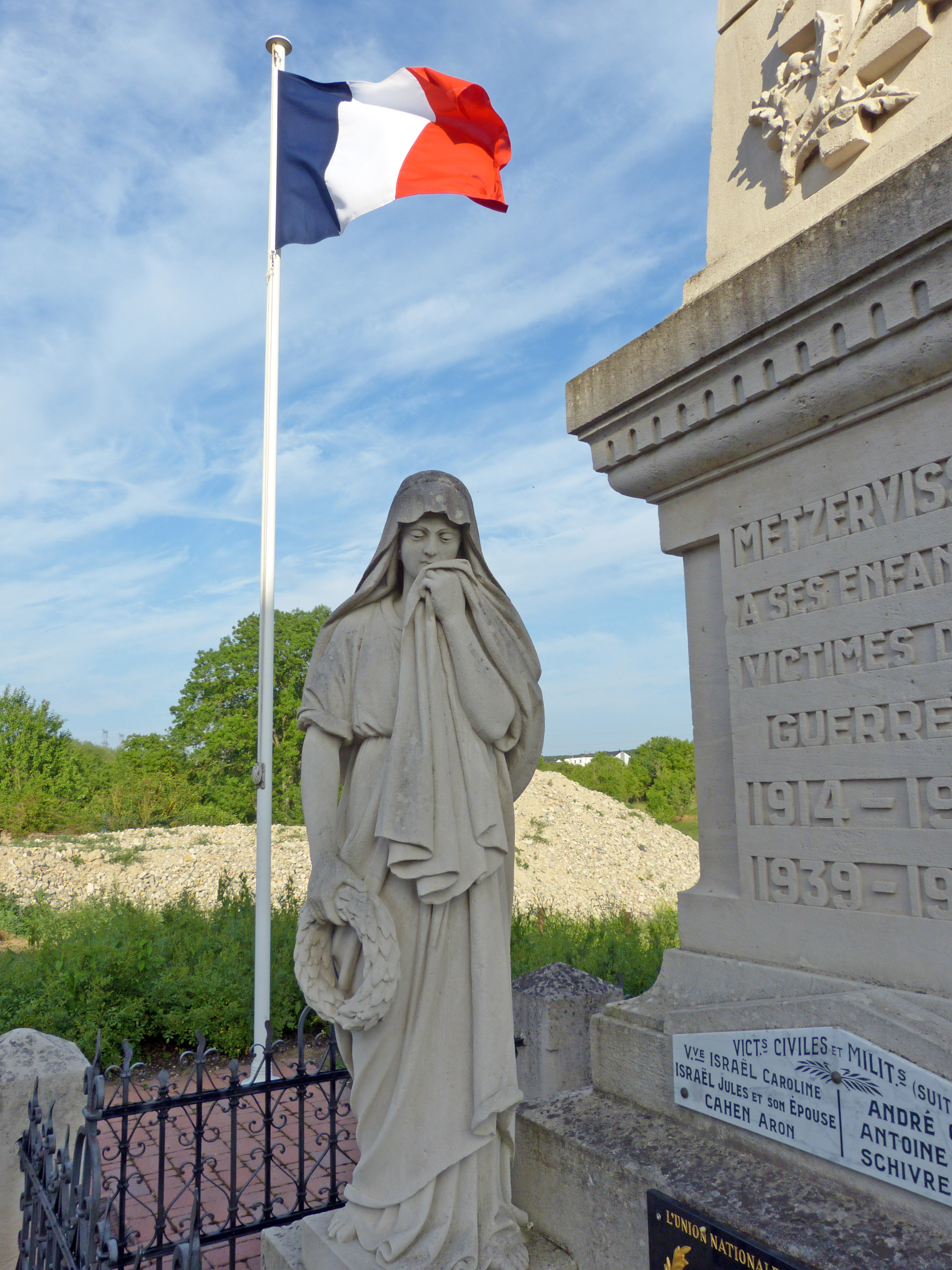
Statue et drapeau tricolore.
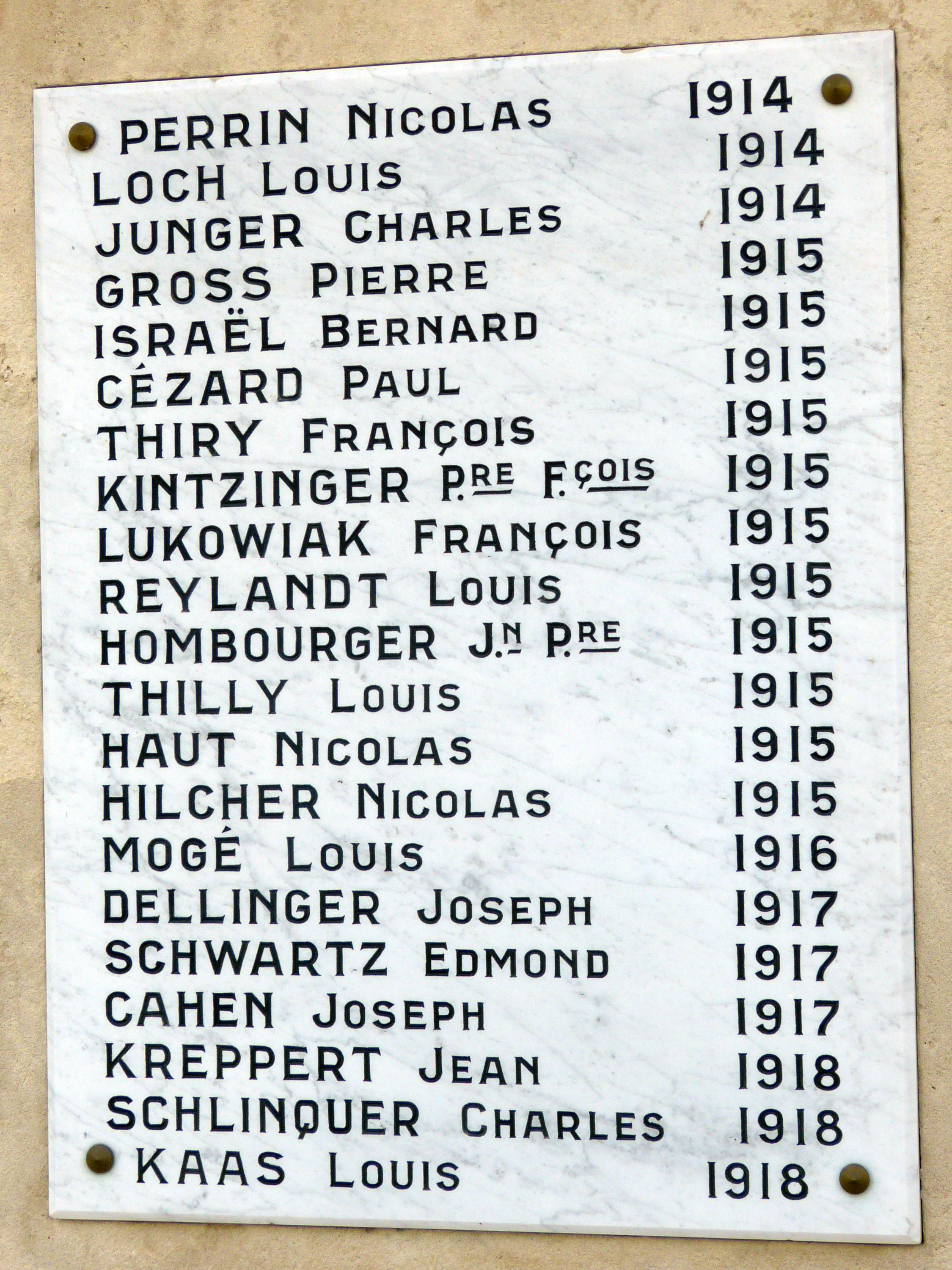
Les morts 1914-1918.
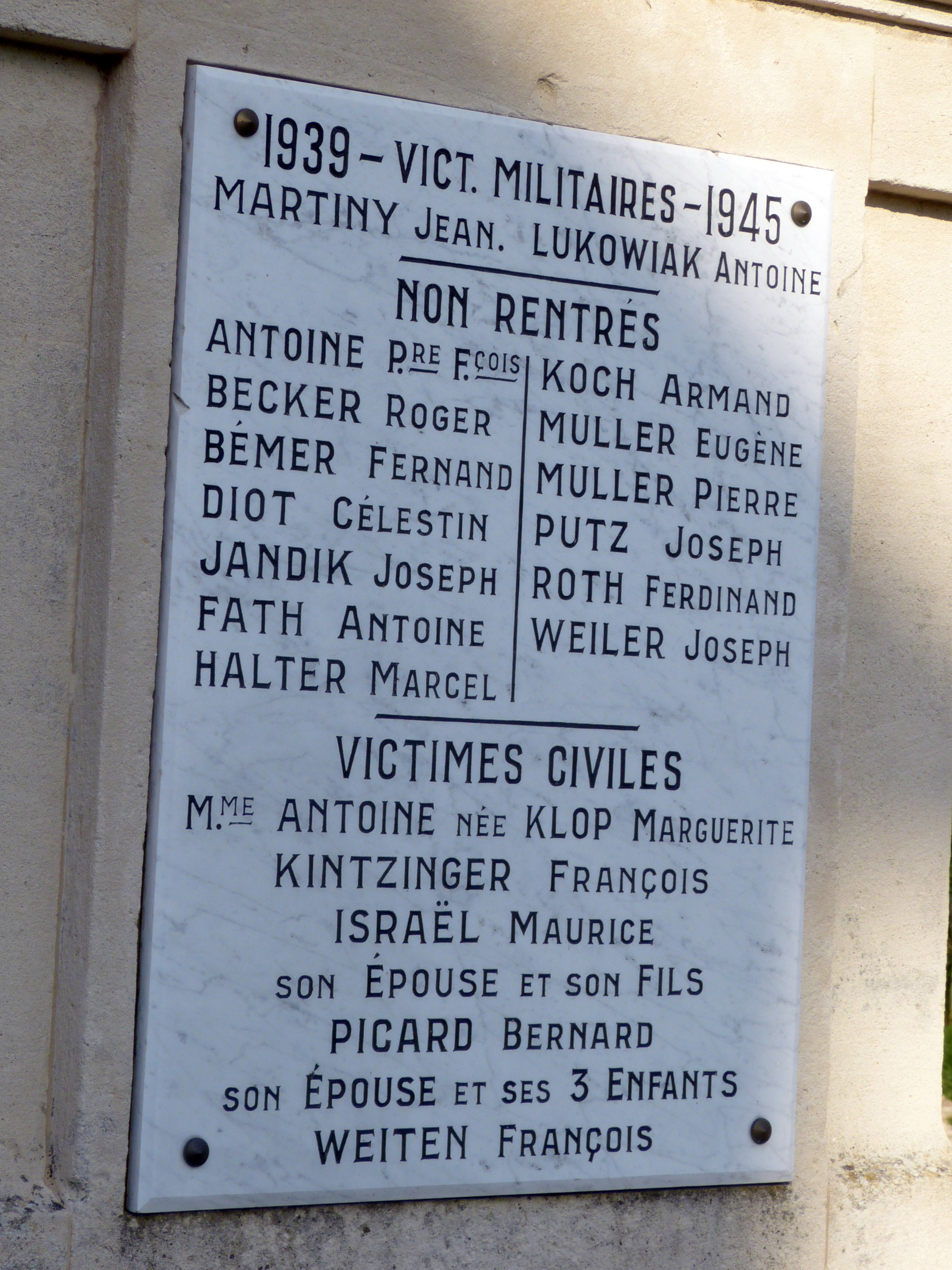
Les morts 1939-1945.
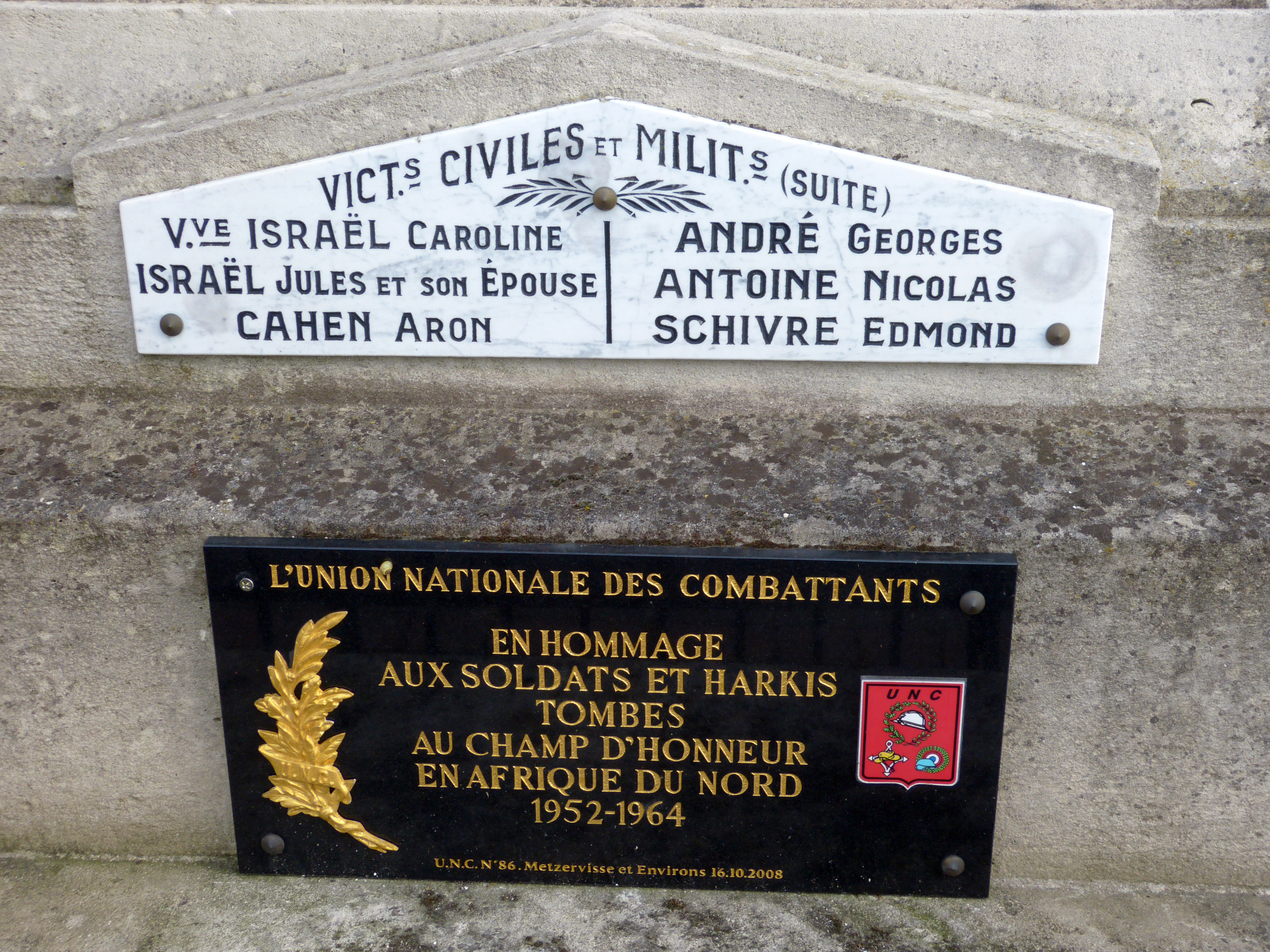
Les morts 1939-1945 et plaque 1952-1964.
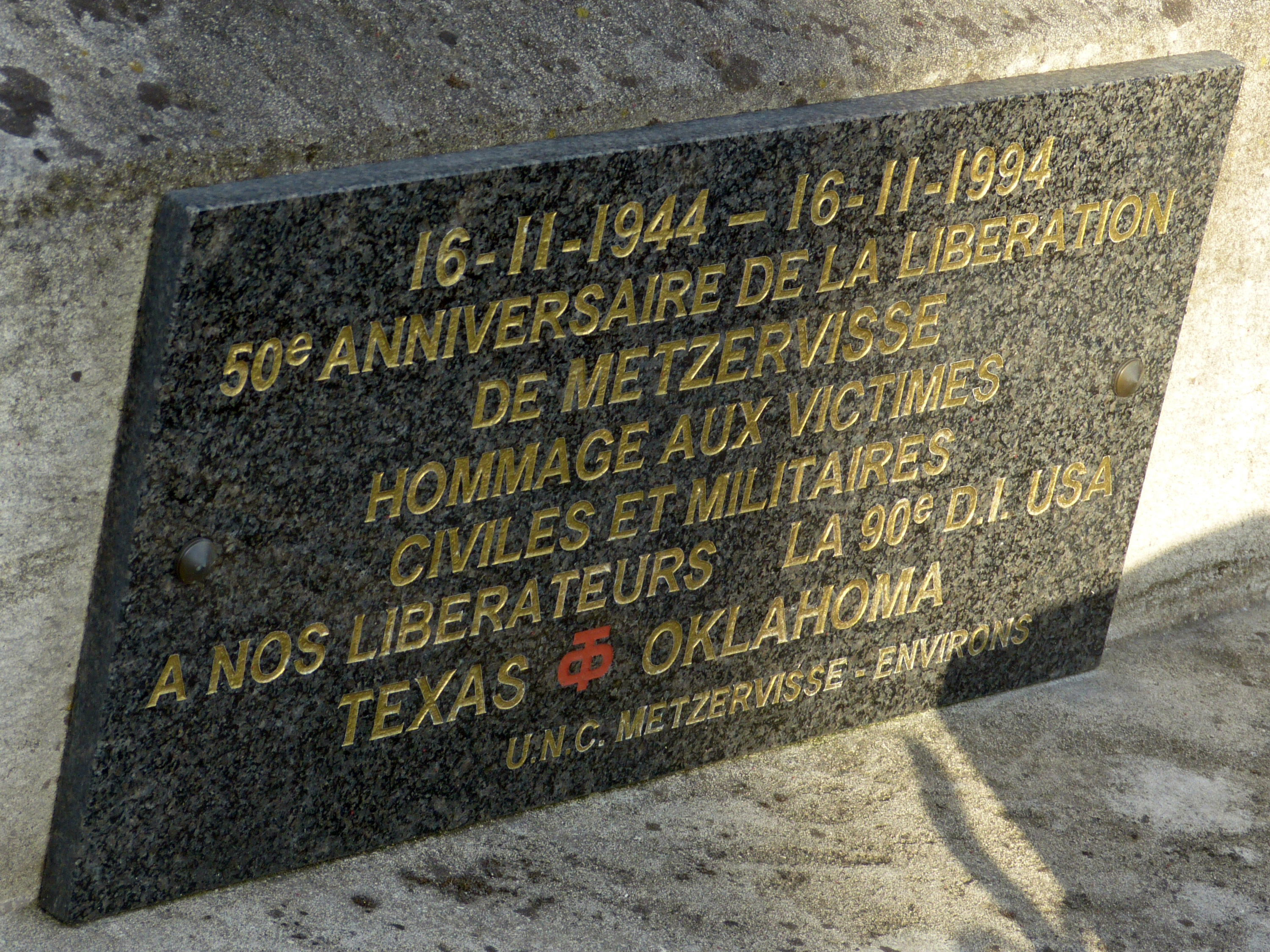
Plaque Texas Oklahoma.

### Héraldique
| Blason de Metzervisse | Blason  | Écartelé au 1er d'azur à trois fasces d'or, au 2e de gueules au chef d'argent chargé de trois losanges accolés de sable, au 3e d'or à la bande de gueules chargée de trois coquilles d'argent, au 4e fascé d'or et d'azur de six pièces, et sur le tout burelé d'argent et d'azur de dix pièces au lion de gueules à double queue, armé, lampassé et couronné d'or. |
| Blason de Metzervisse | Détails | Sur ce blason sont représentés les armes des seigneuries de Meilbourg (en haut a gauche), de Distroff (en haut à droite), de Rodemack (en bas à droite), de Domprobst (en bas à gauche) et celles du Luxembourg (au centre). Créé par la Commission Héraldique de la Moselle, ce blason est adopté le 20 novembre 1948.                                             |